# 怪盗ジョーカー
『怪盗ジョーカー』（かいとうジョーカー、英語表記：Mysterious Joker）は、たかはしひでやすによる日本の漫画作品及びそれを原作とするテレビアニメ。
本項では続編である『怪盗少年ジョーカーズ』（かいとうしょうねんジョーカーズ）についても記述する。

## 概要
主人公である怪盗ジョーカーが相棒のハチと共に、警察や強盗団からの妨害を切り抜けたり、冒険を繰り広げながら宝を盗む1話完結型の物語。ジョーカーの巻き起こす奇跡と、劇中のコメディテイストな展開、そして個性あふれる登場人物が見どころ。
『別冊コロコロコミック』2007年4月号で連載開始したが、その後『月刊コロコロコミック』（いずれも小学館）に移籍し、2017年8月号にて完結。10年に及ぶ連載に幕を閉じた。同年9月号にて本作の約20年後を描いた次回作『怪盗少年ジョーカーズ』が発表され、10月号にて連載開始。単行本は全26巻。2015年1月に傑作選が発売された。
本作はカバーイラストとカバー下イラストとでは大きく異なっている。例として、1巻ではカバーの表は三日月の背景に一枚のトランプを出したジョーカーとハチとスカイ・ジョーカーで裏はジョーカー＆ハチ。カバー下の表はおにぎりを食べているジョーカーがスポットライトで見つかった絵で裏は寝ているジョーカーを起こすハチ。
2013年、第58回小学館漫画賞児童向け部門受賞。
2014年10月よりテレビアニメ（以下、アニメ）化されることが単行本17巻並びに『月コロ』2014年8月号で発表された。また、『月刊コロコロコミック』2015年10月号にてアニメの新シリーズ放送も発表された。
2024年4月15日よりテレビアニメ10周年を祝し、漫画配信サイト『週刊コロコロコミック』で復活新連載『怪盗ジョーカーEncore』が開始した。

## 登場人物
キャラクター名が併記されている場合、怪盗名（あるいは通称）/本名の順となる。プロフィールは単行本収録のキャラクター図鑑より抜粋。

### 怪盗ジョーカーの登場人物

#### ジョーカーと関係者
ジョーカー / ジャック・ジョーンズ
声 - 村瀬歩
血液型 - O型 / 誕生日 - 12月11日 / 星座 - いて座 / 好きな食べ物 - 世界中の料理 / 好きな海外ドラマ - 冒険野郎マクガイバー / 好きなトランプゲーム - ワイルドポーカー
本作の主人公。身長154cm。一人称は「俺」。少年と思われるが、国籍、年齢は一切不明。これは作者のたかはしが考えていなかった為である。銀髪であり、青のシルクハットと赤のスーツ、紫のマントを着用している。容姿端麗の二枚目美少年だが、時には三枚目にあたることもある。口は悪いがクイーン曰く「優しいところもある」。左目辺りには傷があり、傷型のシールで隠している。この傷はクローバーの兵士（アニメではアブドーラ）によって付けられたものである。当初は長身で前髪も長かったが、途中から背が若干低くなり現在の姿になった。アニメでは当初準拠の姿をしている。
一見クールかつ生真面目そうに見えるが、性格は基本的に天然ボケで、ドジな一面もある。プライベートでは面倒くさがり屋でもある。カレーとハンバーグが好物。逆に天敵はネコで、呪いをかけそうな目と機敏に獲物を捕らえる肉球が苦手とのこと。アニメではこの他にネコに変身したダウトに通気口で追い回されたこともトラウマとなっている。ネコに似ているホッシーに対しては怖がる素振りを見せないが、アニメでは怖がっている。
怪盗としては「奇跡使い（ミラクルメーカー）」の異名を持ち、ありとあらゆるトリックを使い奇跡を起こし、様々な危機を乗り越える。自分が怪盗であるということに強いプライドを持っており、盗みを行う場所には必ず予告状を出すようにしている（但し、アニメではファンレターと間違えられ、「予告無しに来た」と言われたことが2度あった）。また宝を盗む際は関係のない人に暴力的危害を加えるような事は一切せず、「ホーリーナイト・ソルジャー」にて孤児院の子供達の為にハチが作ったクリスマスの料理を贈ったり、嫌々ながらも人助けをしたりする等、温情味に溢れる側面も持つ。
宝を盗んだ後は必ず「オ・ルボワール（フランス語で「ごきげんよう」を意味する）」と挨拶する。アニメでは「オ・ルボワール」を実際に発音すると視聴者が勘違いして覚えてもらえなくなるため、日本語で「ごきげんよう」に変更されている。しかし「オ・ルボワール」自体は両OPテーマの歌詞内に登場しているほか、アニメ52話ではシルバーハートが「オ・ルボワール」と発言している。決め台詞は「輝く夜へようこそ」。
怪盗の他には探偵としての素質があり、「振り下ろされた魔剣」で盗みに入った屋敷で起こった殺人事件の濡れ衣を着せられた際には探偵に扮して、見事真犯人を割り出した。また、機械の扱いにも優れており、「銀世界の巨人」では破壊したレオパルドをレオパルド改に改造したり、「トラベリング・ジョーカー（前編）」ではΣドライブを一度分解してその部品をパズルのように組み立て直したりしている。
原作では本人のファミリーネームに関する記載はないが、父（声 - 下妻由幸）と母（声 - 柚木涼香）はジョーンズ夫妻とされている。両親を飛行機事故で亡くしており、5ヵ月間帰るはずのない2人を待ち宝を守り続けていた。数年前のクリスマス・イブの夜、後に師となるシルバーハートと出会い、怪盗となる。それまでは両親と共に屋敷に住んでおり、両親が自家用ジェットを所持していたり、ひと月で10人以上もの泥棒が盗みに入るような宝があったりと、かなり裕福だった様子。
『怪盗少年ジョーカーズ』ではクイーンと結婚し（経歴は現時点では不明）Jとその妹を授かっており、現在はクイーンとJの妹と共にサザンクロスへ旅行に出掛けている。
ゲームでは変身衣装デザインを『コロコロコミック』で募集した中から選ばれたレインボージョーカーに変身できる。
ハチ / 風魔 八（ふうま ハチ）
声 - 小林由美子
血液型 - A型 / 誕生日 - 4月28日 / 星座 - おうし座 / 好きな時代劇 - 水戸黄門 / 好きな忍者 - 風車の弥七 / お気に入りのまんが - 忍者ハットリくん / 好きな食べ物 - いちご大福
ジョーカーの助手の忍者。主にツッコミ担当。身長120cm。一人称は「オイラ」で、語尾に「っス」を付ける。特殊な能力はなくドジで泣き虫だが、ジョーカーを手助けする重要な役割を持っている。アニメと原作とでは体形や顔のデザインが若干異なる。普段は家事全般をこなすなど、ジョーカーの身の回りの世話をしており、特に料理の腕は超一流。反面、忍者の修行はサボり気味で、かつて仲間からは「落ちこぼれ」と馬鹿にされていた。
自分の村の宝を奪った金有の屋敷に忍び込んだ際にジョーカーと出会う。宝を取り返した後、ジョーカーに無理矢理手伝わされる形で助手になった（アニメでは自ら弟子入りを志願した）。
大家族の一員で、長男・タロー、次男・ジロー、三男・サブロー、長女・シノ、四男・ゴロー、五男・ロクスケ、六男・ナナスケ、（七男・ハチ）、次女・クルミ（声 - 愛河里花子）、末男・イチマル（声 - 間宮くるみ）から成る10人兄弟の8番目である。兄達は全員各地で忍術を極めており、クルミとイチマルは実家で両親と暮らしている。父（声 - 西村知道）は「火炎オロチ」という忍術が得意であるが、肝っ玉の持ち主である母（声 - 坂本千夏）には頭が上がらない。
「不死鳥と魔弾の射手」及びアニメ51話終盤でスナイパー幻魔に撃たれて他界しかけたが、フェニックスのおかげで蘇生した（アニメでは52話の冒頭）。
最終回では20年後の大人になった姿が登場。身長が高くなり筋肉体型で体格が逞しい。Σドライブでタイムスリップし、額に「∞」の仮面を着け怪盗ムゲンと名乗り、ジョーカーと対決を繰り広げた。
『怪盗少年ジョーカーズ』では凄腕の忍者怪盗でJの師匠。サンシャイン・ハニーと結婚し、彼女との間に娘ヤイバと息子ハチスケを儲けている。Jの家族が旅行に行っているため、Jを風魔家で預かっている。
アニメではシャッフル・シスターズ（特にアイ）の大ファン。
スペード / キング
声 - 下野紘、渡部美月（幼少期）
血液型 - AB型 / 誕生日 - 3月13日 / 星座 - うお座 / 好きな映画 - トーマス・クラウン・アフェアー / 好きなトランプゲーム - ブラックジャック / お気に入りのまんが - 七色いんこ
ジョーカーのライバルで、同じ師匠を持つ。彼とは何らかの因縁があり常に張り合って犬猿の仲に見えるが、心ではお互い信頼しており、協力することも多々ある。一人称は「僕」。最近出没した新人にも関わらず、怪盗ランキングではジョーカーを抜いてトップに輝いたことがある。ツートンカラーの髪色で、トサカのような前髪をしている。別れ際には「アディオス（スペイン語で「さよなら」を意味する）」と挨拶する。
幼少期に父（声 - 下崎紘史）と母（声 - 芝崎典子）が借金を作って逃げ出した際に捨てられており（アニメでは実は捨てられたのではなく、両親ともプロフェッサーに殺害されたという事実が判明した）、その後は従兄弟であるダンプの家に引き取られ、優しくしてくれた恩から使用人として働いていた。宝を盗み出すためにクルーザーに潜入したジャック（ジョーカー）、クイーンとの出会いがきっかけで憧れから怪盗となる。
アニメではズボンにスペードのマークが描かれており、原作の方もアニメに合わせそれまでのチェック柄から変更された。また、興奮し過ぎると熱を出すという設定が追加されている（これも後に1度だけ原作でも同じ設定がなされている）。
『怪盗少年ジョーカーズ』ではジョーカー、クイーンらの怪盗学園の生徒達の親と共に回想の中で登場した。怪盗サバイバルの副会長を務めている。眼鏡をかけていて髪を緩めに結んでいる。
ダーク・アイ / アイ
声 - 小野健一（ダーク・アイ） / 原由実（アイ）
血液型 - A型 / 星座 - おとめ座 / 趣味 - ヨガ、エステ / 好きな映画 - ホラー映画 / 好きな食べ物 - イカ墨スパゲティー
スペードの助手。顔に巻いている包帯にはスペードのマークに1つの目がある。当初はスペードが正体を隠すために怪盗スペードと名乗り、宝を盗む手伝いをした。アニメではジョーカーとハチは自身の包帯を見てスペードと思い込んでいたためスペードと共に黙っていた。笑い声は「キョキョキョ」。
正体は女性で、アイドルグループ「シャッフル・シスターズ」の長女・アイだが、ダーク・アイ変装時は声や外見も男性を装うため、当初ジョーカー達は男性だと思っていた。髪型は緑髪のショートヘア。パーソナルカラーは緑。アイとして初登場したのは「氷と炎の勇者たち」で、ジョーカーがスペードを見つけた時にスペードの隣に一瞬だけ登場、ジョーカーがスペードに蹴りを入れようとした時、「ぶれい者！」と言いながらジョーカー達の前に現れた後、すぐにダーク・アイに変装し、ジョーカーを蹴り飛ばし抑えた。
アニメではジョーカー達が見つけた時点で最初からダーク・アイになっており、アイの初登場は向こうの建物のモニターにシャッフル・シスターズ全員が映っており、ある意味ライブラリ出演となっている。アイ本人としては19話から登場。原作に関してはそれほど出番は多くなく、スペードは単独で行動することも多いが、アニメでは彼（彼女）がスペードの助手を務めているだけあって出番がかなり水増しされている。
「切れない夢と約束」において、由緒正しき怪盗の家系で生まれ育ったが、父（声 - 菊池幸利）の病気が続いた（アニメで実際には風邪をこじらせただけだったことが判明した）ため、母（声 - 竹内恵美子）に暫く生活費を稼ぐように頼まれ、ちびっこアイドル「プリティー・アイ」として活動していたことが明らかになった。その時にジャックやキングと出会い、キングにある約束を言い渡し現在に至る。
『怪盗少年ジョーカーズ』では物語開始の10年前にレイ、キラと共にアイドルを卒業し芸能界を引退している。
レイ
声 - 福原綾香
シャッフル・シスターズの次女。パーソナルカラーと髪色は青で、前髪で左目が隠れた髪型をしている。アイドルのイメージ像を他の2人より最重視しており、アイドルとしてあるまじき行為をするキラの世話を焼いている。
キラ
声 - 吉田仁美
シャッフル・シスターズの三女。パーソナルカラーと髪色は赤で、ツインテールをしている。性格は無邪気かつ猪突猛進であり、お金や名誉には目がない。「勝負はいつも真剣勝負」という理念を持っており、おっとりしている長女に苛立たしさを表すこともある。
シルバーハート
声 - 島田敏
血液型 - O型 / 誕生日 - 10月7日 / 星座 - てんびん座 / 好きな食べ物 - クリームシチュー / 好きな映画 - 007 ロシアより愛をこめて
ジョーカー達の師匠で、クイーンの義祖父。「銀の魔術師」と呼ばれる伝説の怪盗で、名前の由来は「銀色の心臓」。白い衣装でシルクハットを被っており、左目に片眼鏡を掛けている。一人称は「ワシ」。
弟子に似て天然な所があり、本作の中でも最年長の怪盗で時折ギックリ腰になったり、勘違いもする。しかし自身の姿を消し、パトカーのハンドルや銃を奪ったり、若者並みに身体能力があったりと実力は確かなものである。孫娘であるクイーンを弱愛しており、激甘な態度を取ることもしばしば。
かつてはフランスの秘密諜報員（スパイ）エージェント・シルバーで、この頃の一人称は「ボク」。両親は彼が生まれた後に既に亡くなっており、エージェント養成学校でエージェントとして育てられた過去を持つ。過去にタイムスリップしたジョーカー達に出会ったことで秘密諜報員を辞めて怪盗の道に進んだ。
アニメではジョーカーのトリックなどを説明するミニコーナーをかって出ており、16話ではアテレコをすべて彼が担当するという偉業を成し遂げた。また茶目っ気が強調されており、自分の責任を棚に上げることもしばしば（ただし、クイーンの剣を誤って壊してしまいその罪をロコに擦り付た時は反省していた）。また、左目はジョーカーをエージェント・クローバーのサンダーブラストの銃の攻撃から庇った時に失った。
『怪盗少年ジョーカーズ』では、Jの義曾祖父で怪盗二十面相の弟子だった事が判明する。20年後にギックリ腰の特効薬が発明されてから絶好調でパープルと共に怪盗を続けている。怪盗学園の校長を務めており、ヘルメスの宝箱争奪戦で騒動を起こしたJとバットをローズと教師と共に叱っていた。毛生え薬と幼少時代のクイーンの写真を大事にしている。
ダイヤモンド・クイーン / クイーン・エメラルド
声 - 沢城みゆき
血液型 - B型 / 誕生日 - 8月12日 / 星座 - しし座 / 好きな食べ物 - イチゴのショートケーキ / 好きな本 - 不思議の国のアリス / 好きな花 - マリーゴールド
本作のヒロイン。シルバーハートの義孫娘。一人称は「あたし」あるいは「わたし」。金髪のツインテールで、瞳の中にダイヤマークがある。手袋で隠れているが右手にダイヤ型のアザがあり、これは幼少期の頃から見られた。鉄をも切れるダイヤモンド製の剣を所持している。幼い頃、ジョーカーやスペードと一緒に怪盗になるための訓練をしていた。幼少期から弱虫なところがあり、「大波を渡る絆」では冷凍のサーベルタイガーを見て悲鳴をあげたほどであったが、ジョーカー曰く「根性だけはある」。天真爛漫で明るい性格だが、少し我儘で甘えん坊であり、祖父のシルバーハートには世話を焼かせている。美少女といえる容姿であり、超能力怪盗 Zに一目惚れされたり､アニメでは幼少時やドレス姿を見たロコは顔を赤くしていた。
実はシルバーハートの孫ではなく、シルバーが若い頃にエメラルド夫妻から預かった子供で、その夫妻は国を裏切った大臣に襲われて殺されていた（大臣は自分が仕掛けた炎によって焼死している）。登場当初はその事実を知りシルバーハートが両親を殺したと勘違いし、怪盗と宝を憎むようになり世界中の宝を斬り回っていたが、ジョーカーとの激戦の末に誤解は解け、最終的にシルバーと和解する。アニメでは両親を襲ったのはプロフェッサーで、過去の事実も彼に聞かされ、その後彼に「殺したのはシルバーハートだ」と唆され事実上洗脳されていたが、原作同様最後には和解している。以後はジョーカーに無理矢理手伝わされることが多い（シルバーハートと和解し号泣した時の姿をジョーカーがこっそり撮影していたため）が、何かとジョーカーの力になっている。
料理は下手で包丁すら持ったこともないが、プロフィールによると剣を使えば林檎の皮を剥いたり、キャベツの千切りができるらしい。その分食べる元気があり、「危険なグルメパーティ」ではミルフィーユの作った料理を太るまで食べて、ジョーカーやシルバーにダイエットさせられ、1か月後元の体型に戻ったにも関わらず、結局最後までダイエットを続けられる羽目になった事がある。イチゴのショートケーキなどのスイーツが大好物。
『怪盗少年ジョーカーズ』では髪型をポニーテールに変えている。
ロコ / 実験体101号
声 - 久野美咲
年齢 - 1歳 / 血液型 - A型 / 誕生日 - 1月23日 / 星座 - みずがめ座 / 好きな映画 - ボルト / 好きな食べ物 - トウモロコシ
研究所での実験により特殊能力を身に着けたスーパードッグ。同じく実験体の99号を追っている途中、修行時代のジョーカー達と出会う。元の名前は「実験体101号」で、ジャック（ジョーカー）に「ロコ」と命名される（由来はトウモロコシを食べていたから。また、この時からトウモロコシが好物となる）。
大声で鳴くとコンクリートも破壊してしまうほどの強力な超音波を出すことができるが、かなりの音痴（なのに好きな店はカラオケボックスである）。99号を討伐してからはしばらくジョーカー達と暮らし怪盗犬になった。一人称は「僕」。
アニメではクイーンのことを気に入り、常に一緒に行動していて彼女のピンチを何度か救っている。本人曰く、クイーンの助手ではなく、彼女とチームを組んでいる一人前の怪盗であるらしい。なお、人間年齢は7歳であるが、色々な意味で大人である。
『怪盗少年ジョーカーズ』ではJの幼少時代の回想に登場。Jのいたずらで顔に落書きされたことに怒って他の犬達と一緒に彼を吠えていた。
ホッシー / アクルックス
声 - 種﨑敦美
誕生日 - 1月1日 / 体長 - 40cm / 体重 - 3.5キロ / 好きな食べ物 - 金、宝石 / 好きなあそび - フリスビー
神獣の1匹。「財宝列車と新たな仲間」でナイルの宝石箱から飛び出てジョーカー達に出会った。ジョーカー曰く「イヌでもネコでもなさそう」な（どちらかと言えばネコに似ている）一頭身の動物の容姿をしているが、身体は伸ばすことも可能。「ホッシー」と鳴くためジョーカー（アニメ版ではハチ）に名付けられ、それ以来マスコット的存在として彼らに同行するようになる。辛い物を食べると火を吹く。
かつてはフェニックスの部下的存在であり、彼からは「アクルックス」と呼ばれる。「翼は銀河の風にのって」ではフェニックス、ニッコー、ツッキンと共に宇宙を旅していたことが判明する。古代の秘宝の件が終わった後はフェニックス達と共に再び宇宙へ旅立った。
上記の経緯にも関わらず『怪盗少年ジョーカーズ』では何故か風魔家におり、謎のペットとして飼われている。よくハチスケとパンクと一緒にいることが多い。
アニメでは宝を食べた直後、導き石（四神と麒麟の刻印が刻まれている）や後々役立つアイテムが入った卵を産む。ジョーカーからは忌み嫌われており、上記の容姿から「ネコもどき」と呼ばれる。金平糖が好物。
ニッコー / ベクルックス
神獣の1匹。「目覚める野生の王国」で黒き獣の棺から飛び出てジョーカー達に出会った。棺があった現地からは守り神と崇められていた。ジョーカー曰く「イヌでもネコでもなさそう」な（どちらかと言えばイヌに似ている）動物の容姿をしている。ハニーに気にいられ、「ニッコー」と鳴くため彼女によって名付けられ、最終的に飼われることになった。
ツッキン / ガクルックス
神獣の1匹。

#### ライバル怪盗
シャドウ・ジョーカー / シアン
声 - 斉藤壮馬、松井恵理子（幼少期）
血液型 - B型 / 誕生日 - 6月9日 / 星座 - ふたご座 / 好きな飲み物 - コーヒー（ブラック） / 好きな本 - ダークハーフ / 好きなゲーム - オセロ
自称「光をぬりつぶす黒い影」。一人称は「オレ」。漆黒のシルクハットとマントを身につけた、ジョーカーの色違いのような格好をしており、原作では黒髪だがアニメでの髪色はシアン。当初は、目当ての宝を手に入れるためにはビルを爆破するなど、非人道的な行為をする非常に残忍な性格で、ミステリアスな悪役キャラとして描かれていたものの、「トラベリング・ジョーカー（後編）」では、ボケるジョーカーに対してツッコミを入れるなどコミカルな一面が見られた。ジョーカーとは対立しているが、時々手を組んで協力することもある。
「長き夜の終わり」で元は魔女の隠れ村の少年で、ローズの双子の兄である事が判明。それまでは、ジョーカー達を抹殺するためにプロフェッサーによって作り上げられた存在と思われていたが、実際は妹を助けるために悪の組織と知りながらプロフェッサーの下についていた。クローバー壊滅後は「誰かの手下じゃなく1人の怪盗として」生きるためにローズと共に新しい冒険のため旅立った。「影と瞳と偽物と」を見る限り、現在は古城をアジトにしている模様。
ローズ
声 - 内野明音
血液型 - B型 / 誕生日 - 6月9日 / 星座 - ふたご座 / 好きな食べ物 - アップルパイ / 好きな本 - 幸せの青い鳥 / 好きな花 - ローズマリー
シアンの双子の妹で、数万人に一人が持つといわれる特別な力（超能力）の持ち主。薄いピンクのお団子頭をしているが、それを馬鹿にされると怒る。怪盗と呼べるには程遠いが、気性の荒い兄を支えるしっかり者。プロフェッサーが差し向けた部隊の襲撃で故郷を焼かれ、絶望した彼女が起こした爆発により力を使い果たし眠り続けていた。プロフェッサーが魔晶石の杖を手に入れた後に水晶の力の影響で目覚め暴走する。その後、悪事が阻止された後は無事正気に戻った。
アニメでは魔水晶の力でプロフェッサーに魂を奪われ、硫酸で始末されそうになったが、ジョーカーとシャドウのトリックにより回避できた。
『怪盗少年ジョーカーズ』では怪盗学園の教師になっている。髪を結んでいて眼鏡をかけている。
フェニックス / 赤井 翼（あかい つばさ）
声 - 松岡禎丞
誕生日 - 6月21日
炎を操る不死鳥のような怪盗。ジョーカーとハチが嵐の日にペンションで出会う。普段はトレーナーを着た普通の少年の姿。翼で空を飛べ、溶岩に浸かっても平気。ジョーカーとの対決をゲームのように楽しんでいる。
実はサザンクロスの使者であり、自身の血を分け与える事で死んだ者を生き返らせる事が出来る。その血と心臓を狙っていた古代の人間も存在したという。神獣達とも関係があり、「翼は銀河の風にのって」では1700年前（アニメ39話では1万年前）には宇宙船に乗って彼らと共に宇宙を放浪していたが、その途中で宇宙船が故障（原因はアニメ51話で判明する）し、地球に不時着したことが判明した（アニメでは脱出ポッドで地球に送り込まれた）。古代の秘宝の件が終わった後は神獣達と共に宇宙へ旅立った。
アニメでは水が苦手。よくあくびすることからジョーカーからほとんど「あくび野郎」と呼ばれている。
パペット
人形のような姿をした怪盗。レオパルドを操り、ジョーカー達を襲った。「探偵たちの協奏曲」ではナイトメア、サイバーモンキー、バッファロー・キッドと共に刑事や探偵に変装し、鬼山警部と登場したが、ハチの発案で正体を見破られ、残った鬼山警部をジョーカーとにらみ襲撃する（なお、その頃、本物のジョーカーは寝坊していた）。正体を見破られたときは大型アームを備えたウォーカーを運転していた。
レオパルド
パペットが造った兵器で、「鋼鉄人形」の異名を持つ巨大ロボット。ジョーカーとの戦いの中で暴走、最期には大破してしまったが、ジョーカーがレオパルド改として改造したのち、ジョーカー達の世話をしている。しかし、その後は「月光城の死試合」の最後の書き下ろしのオチの1コマに登場したのみで、以降は全く登場しない。
ナイトメア
声 - 鳥海浩輔
好きな食べ物 - ピッツァ マルゲリータ / 好きな映画 - エルム街の悪夢 / 好きなゲーム - クロスワードパズル
イタリアでナンバー1の怪盗。ある特殊な仮面を相手に被せ、鈴で操るのが得意。命令されるのが大嫌いだが、命令するのは大好き。冷静と豪快を分けている。「超速!!ファイヤーボールグランプリ」ではクラウン・ドクロと組んで再登場。
アニメではデビル・ファングの一員で、スパイダーAに紹介された。
サイバー・モンキー
孫悟空のような格好をした怪盗。ハッキングが得意で伸縮自在の棒を操る。「超速!!ファイヤーボールグランプリ」ではギャンブラー・ファルコンと組んで再登場。
小手先ニック（こてさき ニック）
シルエットのみの登場。10年前の怪盗。ジョーカー曰く「大した腕のない二流（アニメでは三流）の怪盗」だったらしいが、人生最後に盗んだ宝は大物であった。その宝を盗んだ後に逮捕されデモンズヘブンに収容されるも、本人は逮捕前に宝を飲み込み、収監された後に体から吐き出し刑務所の何処かに隠していた。しかしその年の冬に風邪をこじらせ獄中死した。
アニメでは大物の宝を盗んだがために裏社会の者達に狙われ、身の危険を感じ警察に出頭し刑務所入りしたことが明らかとなった。また人物像に触れられており、フランク曰く「面白い男だった」とのこと。
王・タンメン（ワン - ）
キョンシーを操る怪盗。一人称は「ワシ」で、語尾に「アル」を付ける。キョンシーは銃やカンフーは効かずレイを圧倒する程の力を持つが、日光が弱点で浴びると灰になる。
キョンシーを使役しレイやハチを倒す実力を見せつけたが、最後はジョーカーのトリックによりキョンシーを全滅させられ、その後レイに捕縛された。
ドクター・プラス
新怪盗コンテストグランプリ受賞作品。医者の格好をした怪盗。その見た目通り薬や毒の扱いに長け、10時間は動けなくなる強力な麻酔やコブラの猛毒を攻撃に使うほか、自身に筋肉増強ホルモン剤を注入し強靭な肉体を手に入れることも出来る。
とある宝を奪ったところをジョーカーに発見され、一晩の逃走の末に学校に潜伏していた。その後は養護教諭に変装し、自身の正体に気付いたパン太とテルを拘束しつつ脱出の機会を伺っていたがジョーカーのトリックにより露見。戦闘の末にジョーカー達を追い詰めるも、最後は罠に嵌り転倒し注射器が自身に刺さり敗北した。しかし解毒剤を持っていたため終盤に復活し彼らを始末する機会を陰で伺っていたが、運悪くゴクオーに遭遇。その際に咄嗟に「わたしは医者だ」とウソをついたため彼に舌を抜かれてしまった。
ビックリマント
新怪盗コンテストグランプリ受賞作品。2人の少年カケルとコージが描いた漫画の中の人物。金有に奪われた2人が大切にしているGペンを取り戻すべく漫画の世界から現れた。「ミステリーゲート」という技を持ち、スプレーで丸を書きマントとの空間を作り、人や物を一瞬で移動させることができる。Gペンを取り戻した後は力尽き、漫画の世界に帰って行った。
料理長ミルフィーユ
声 - 雨蘭咲木子
新怪盗コンテストグランプリ受賞作品。レストラン「ロゼ」（アニメでは金有がオーナーを務める高級レストラン「カネアリーノ」）の料理長。彼女の料理を食べた者はあまりの美味しさに骨折したり、虜になり太るほど食べてしまう。宝を盗みにきたジョーカーに自身の料理を食べさせて正気を失ったところを天ぷらにしたが、彼はアイスクリームの天ぷらと同じ原理で生き延びており、その後宝を盗まれてしまった。
怪盗としての活動は描写されていないものの、怪盗サバイバルには参加している。
エスパー怪盗白鳥 大五朗（しらとり だいごろう）、伝説怪盗インディ・AN（ - アン）、液体怪盗ドルドロ・ペンカッター、怪盗ゾンビゾルティーノ、変装怪盗タヌキング、五面ノ介（ごめんのすけ）、おじじ、キキョウ
いずれも怪盗ジョーカー単行本13巻カバー下表紙、裏表紙で初登場した新怪盗コンテスト応募作品。「集合!怪盗サバイバル」では怪盗サバイバルに参加している。
ニセジョーカーズ
ジョーカー達の偽物。本人達は容姿を似せているつもりらしいが、その姿は偽者というより全くの別人であり、色々な意味で本物達を驚かせた。
「怪盗シャドウ・ジョーカー 闇をかける兄妹」で初登場。ローズを人質にするも彼女の髪型をバカにしたことで怒りを買い（アニメ29話でも同じオチが使われた）、シャドウのブラッディ・レインで倒された。
再登場した「影と瞳と偽物と」では、キャデラック美術館の宝を狙って侵入したが一宝が入った金庫を開けられず逃走、その際に警察に向かって悪口を連発していた。翌日の夜、金庫を開ける鍵がキャデラックの目であることを知り、彼をまんまと誘拐し金庫を開けるが、既に金庫の宝はシャドウに盗まれており（ジョーカーの人形に搭載された隠しカメラでキャデラックの目を録画しそのパソコンをハチがシャドウに渡してシャドウが録画した目で金庫を開けて宝を盗んでいた。アニメではイメージガムで渡された映像を元にキャデラックの目のカラーコンタクトを作りそれを付けた目で金庫を開けた）、追い付いた鬼山警部たちに本物と間違えられて逮捕された。
アニメではデビル・ファングの一員。また、名前も「偽ジョーカーズ」に変装されている（メンバー名の「ニセ」も同じく「偽」に置き換えられている）。
ニセジョーカー
声 - 鈴村健一
ニセジョーカーズのリーダー格。目は三日月型で出っ歯があり、朝寝坊と部屋の汚さならジョーカーに負けない。得意技は「トイレを我慢しながらゲームを続けること」。
ニセスペード
声 - 豊永利行
ニセジョーカーズの一員。瓶底眼鏡をかけており、口も3の字の形。語尾に「やんす」をつけて話す。エロさ（アニメでは「品の無さ」）と足の臭さならスペードに負けない。得意技は「辞書でHな単語（アニメでは「素敵な擬音語」）を調べること」。アニメではあまりに似つかない容姿と性能にスペードがショックで熱を出し倒れた。
「影と瞳と偽物と」では、キャデラックの乗ったパトカーを追う他の2人を追うジョーカー達を足止めしようとHな本をばらまき、相手が気をとられている隙に殴打する技「秘技エロエロタイフーン（アニメでは「秘技ラブラブタイフーン」で、きれいな女性の本になっている）」を繰り出そうとしたが、そのあまりの下劣極まりない行動に逆上したスペードの氷結弾で氷漬けにされた。
ニセクイーン
声 - 名塚佳織
ニセジョーカーズの紅一点。小柄の雪だるま体型。早食いと体重ならクイーンに負けない。得意技は「コーラとマヨネーズの一気飲み」（アニメではマヨネーズのみ）。
「影と瞳と偽物と」では、パトカーを張り手で止め（アニメでは連続でバックドロップを喰らわせ破壊）、放屁や握りっ屁も使う。その強引でかつ下品な行動に逆上したクイーンに投げ飛ばされた。
ニセハチ
声 - 矢部雅史
ニセジョーカーズの一員。怒らせると怖い巨大なニシローランドゴリラ。毛深さならハチに負けない。「怪盗シャドウ・ジョーカー 闇をかける兄妹」ではローズを捕らえたが、彼女を怒らせたのか壁に思いっきりぶつけられた。「影と瞳と偽物と」では、持ち前の怪力でジョーカー達を襲うが、シャドウにキャデラックの目を録画したパソコンを渡し終えたハチがロードジョーカーを運転して駆けつけそのまま顔面に体当たりを繰り出し倒された。アニメではハチが投げた手裏剣で攻撃され、更にハチが投げたバナナの方向に走って行ったが、逃げるジョーカーの前に再び現れるも、結局「怪盗シャドウ・ジョーカー 闇をかける兄妹」と同じ末路を迎えた。
ニセシャドウ
声 - 不明
単行本限定の書き下ろしの1コマに登場。ニセジョーカーズの一員に加えられた赤ん坊。
ニセロコ
アニメ版に登場した、ニセジョーカーズの一員。ニセクイーンが連れているが、見る限り普通のシマスカンク。オナラの臭さならロコに負けない。ニセクイーンの握りっ屁の代わりに登場し、臭い匂いでキャデラックの目を無理矢理開けさせた。
ニセシルバーハート
声 - 島田敏
アニメ版に登場した、シルバーハートとよく似たロボット。ニセジョーカーズの一員であるかは不明。解説コーナーを乗っ取ったが、それに激怒して巨大なハンマーを持ったシルバーハートに追いかけられた。
ナックル
年齢 - 19歳 / 血液型 - B型 / 星座 - しし座 / 好きな食べ物 - ハンバーガー / 好きな映画 - ロッキー / 好きなゲーム - パンチングマシン
鉄拳怪盗。ボクシングで鍛え抜かれた筋肉ムキムキの最強ボディが自慢。「謎の人食い館」での一軒以来、ナイトメアと組む場面がある。
キャンディ
声 - 三宅麻理恵
スイーツ怪盗。当初は謎の人食い館に閉じ込められ、最初に脱落した被害者と思われたが、その正体は館の主人で、「怪盗をワナにはめるの楽しい」との理由で怪盗達を館に閉じ込め脱出ゲームに参加させた挙句金にしてコレクションにしていた張本人。また、エクレアという、トラを食べる大蛇をペットにしている。
ジョーカーとハチを黄金にしようとしたが、宝を盗まれて逃げられた挙句エクレアを黄金にされ、ナックルが見つけた黄金解除薬で元に戻った怪盗達にエクレアを持っていかれた。
アニメではデビル・ファングの一員で、スパイダーAに紹介された。30話でジョーカーの命を狙うべく金有が主催した「花嫁グランプリ」で姿を現し彼の命を狙うが、自らの不運とコマンドー殺子の登場で全て失敗に終わり、ジョーカーどころか誰にも知られずに退場した。その後、38話で再登場しジョーカーを狙うもミニミニ王に小さくされたが、39話で元に戻っている。
デッシー
「デス・シープ（死の羊）」を名乗る、ヒツジ型のヌイグルミ。人食い館の主人に代わって脱出ゲームの進行を行なっていた。一人称はボクで、語尾に「デシ」を付ける。体にガトリング砲を格納しており、金の弾丸を撃ち込んで対象をコーティングして金塊にすることができる。前述の通りヌイグルミであるが、自律行動が可能。しかし、ガトリング砲のみは館の司令室のボタンで制御できる模様。
アニメではキャンディが初登場した30話には登場していないが、38話には怪盗サバイバルに参加している姿が見られる。
ラッキーピラミッド
声 - 草尾毅
年齢 - 20歳 / 血液型 - B型 / 星座 - おうし座 / 好きな映画 - ハムナプトラ / 好きな食べ物 - サンドウィッチ
第2回怪盗コンテスト大賞作品。ピラミッド型のマスクをつけている。「ピラミッドパワー」と呼ばれる運の力を持ち、不幸な事が起こるとマスクに運の力が溜まりそれがマックスにまで高まると信じられないほどのラッキーが起こるという。マスクの下は美男子。
『怪盗少年ジョーカーズ』では父親になっており、息子（父と同じくピラミッド型のマスクをつけている）と共に怪盗学園の生徒と保護者と共に一緒に並んでいた。
ミニミニ王
声 - 塩屋翼
第2回怪盗コンテスト入賞作品で、怪盗サバイバルに参加した怪盗（以下、8人も同じ）。緑色のシルクハットとマントを身に着けている。ものの大きさを変えることができる光線銃を使用する。
アニメではデビル・ファングの一員で、また過去が明らかとなった。
男子レンジ（だんし - ）
声 - 稲村太佑（アルカラ）
電子レンジを頭に被った怪盗。一人称は「オイラ」。アニメでの解説によると、盗んだ宝は必ず電子レンジで温めているらしい。ジョーカーによっててん吉、メイ、ポリュゴン、ポップスターと共にバルーンガムで飛ばされた（アニメではスパイダー・Aの網に拘束された）。
てん吉
声 - Fuki（Fuki Commune）
天狗の格好をした怪盗。一人称は「ボク」。
ドリーム怪盗メイ
声 - 不明
魔法使いのような格好をした怪盗。死神の鎌を持っている。一人称は「ワタシ」。「めぐり会う夢の中へ」にも再登場しており、他人の夢の中に入れる能力を持つことが明らかとなっている。
ポリュゴン
声 - 高坂篤志
怪獣のロボットのような格好をした怪盗。手を飛び道具にして攻撃する。
ポップスター
声 - 不明
ポップコーンが入ったシルクハットを被った怪盗。ポップコーンを銃で撃って戦う。
フワフワマン
雲状の頭部を持つ怪盗。雲状の剣と盾を武装している。ジュエーラと共に待ち伏せしジョーカーを仕留めようとするも、鍾乳石に激突し失敗した。
妖精ジュエーラ
妖精の姿をした怪盗。宝石が付いた杖を持っている。彼女のみ、名前に「怪盗」を冠していない。
カメ仮面
宝石が付いた覆面を被ったカメの怪盗。カメ故に歩くのが遅過ぎて怪盗サバイバル本編には参加出来なかったが、その後の夕飯には何とか間に合いクイーン達と一緒に食べている。アニメでも本編には参加しておらず、39話終盤の集合シーンのみに登場した。
キューピッド
声 - 高戸靖広
第3回怪盗コンテストまんが大賞作品。「キューピッドアロー」という武器で放った矢に刺された者は、矢に貼ってある写真の者の事を好きになる。ピンク色（アニメでは白）のお化けの姿をしているが、実は着ぐるみを被っており、バージョン2（8頭身）、バージョン3（SD型）の順に着ている。
キューピッドアローで鬼山警部と警官数名を自身の虜にし、コマンドー殺子にはジョーカーを好きになるよう仕向けるが、最後はジョーカーとの戦闘でキューピッドアローを破壊され敗北した。
アニメではデビル・ファングの一員で、鬼山警部や警官達、コマンドー殺子の他にスペードはホッシー、ミスター金有はシルバーハートを好きになるようキューピッドアローを仕向けた。
魔法怪盗ベル&ベラ
声 - 松田颯水（ベル）、松田利冴（ベラ）
第3回怪盗コンテストアニメ大賞作品。アニメ19、38、39話のオリジナル展開に登場した。青い方がベル、赤い方がベラで、それぞれ水系、炎系の魔法を扱う。話す際はどちらも「マジ」を多用し、語尾に「ですけど」を付ける。身長はハチよりも低い。
19話では、アイドルグランプリに出場したものの、出場資格を満たしていないためピーコックに失格を言い渡された。その後は優勝して宝を手に入れようとするジョーカーとハチの前に再び現れ2人を攻撃するが、キラのシャボンスプラッシュで凍りづけにされ動きを封じられる。しかし何とか脱出しベラはDJピーコックにメッセージカードを渡し、その後シャッフルシスターズとジョーカーの対戦となったアイドルステージを観戦していた。
38、39話では怪盗サバイバルに参戦。
サンシャイン・ハニー
ミツバチの格好をした怪盗。ポジティブな性格。尻から「ハニーニードル」という太い針を無尽蔵に出すことが出来、これを持って相手を殴って攻撃する。その他、描き下ろしの1コマにてハニーニードルの使い道を本人が紹介している。
『怪盗少年ジョーカーズ』ではハチの妻で、名前も風魔 ハニー（ふうま ハニー）となっている。彼との間に娘ヤイバと息子ハチスケを授かっている。
サンシャイン・ヘラクレス
カブトムシの格好をした怪盗で、ハニーの父。車など重い物を軽々と持ち上げるほどの力持ち。家には妻と赤ん坊の息子（それぞれアゲハチョウと芋虫の恰好をしている）がいる他、ハニーが拾ってきた100匹以上のペットがいる。娘に厳しくするが結局甘く、ニッコーを飼うことを許した。
超能力怪盗 Z（ちょうのうりょくかいとう ゼット）
血液型 - A型 / 星座 - かに座 / 好きな食べ物 - ハンバーガー / 好きな映画 - 超能力学園Z、ワールド・ウォーZ / 好きなアニメ - ドラゴンボールZ
超能力を扱う怪盗。子供であり、プロフィールを見る限り小学生のようである。惚れやすい性格で、作中でクイーンにも告白した。
パンプキンヘッド
声 - 利根健太朗
ジャック・オー・ランタンを被った怪盗で、素顔もカボチャに似ている。死神の鎌に電気を帯びさせる「死神鎌の雷光（デスサイズ・スパーク）」という攻撃を行うほか、小型ロボのミニパンプキン（声 - 不明）を使役する。頭部のジャック・オー・ランタンは時限爆弾となっており、一度起動すると10分後に爆発し、解除は不可能。
アニメでは素顔はキュウリに似ており、作中で何度も言及されている。死神の鎌は三叉槍に差し替わっており、攻撃名も「パンプキン・スパーク」となっている。ミニパンプキンは爆発する機能が追加されている。
アルセーヌ・ルパン
声 - 福山潤
18世紀に実在した伝説の怪盗。伸縮自在の杖「ビザール・バトン」を操る。ゲーム版における最重要キャラで、昔ジョーカーが伝説の宝石「デザイア」に「怪盗としてルパンと勝負したい」と願い、数年の時を経て18世紀から現代に飛ばされ、ジョーカーと対決を繰り広げる。
早期購入特典の特別漫画では前にもジョーカーと対面したことがあり切り裂きジャックに襲われていたパン屋の娘である女性、ジェーンを助けようとしたところでデザイアの力で1888年に飛ばされたジャックと出会い、彼との連携で犯人を逮捕。その夜ジェーンの店に泊めて貰ったが、犯人が持っていた「鮮血の魔剣」に操られたジェーンに襲われる。だが、再びジャックとの連携で鮮血の魔剣をジェーンの手から手放させ、店にあったパン焼き窯で焼却した。そして、デザイアの願いのやり直しとして現代に帰って行くジャックを見送った。
羽戸 武治（はねど たけはる）
声 - 大塚芳忠
懐中時計を使った催眠術で操った怪盗達を集めた組織「怪盗同盟」のリーダー。怪盗マニアな大金持ちで、自ら「超怪盗」を名乗る。本人曰く「超金持ちで超天才で超エラい、そんじょそこらの怪盗とは比べ物にならない怪盗を超えた怪盗」らしい。終盤で対怪盗システムである巨大な手の形をしたメカ「ギガンテス」を操りジョーカー達を襲ったが、彼らのトリックにより動きを封じられ、最後はあっけなく倒された（それと同時に怪盗達の催眠術も解けた）。ゲーム版でも敵として登場。
ライト
第4回怪盗コンテストまんが大賞作品。本名はピカット・ツルット・テカール・ライト3世。頭部が電球になっており発光する。また、頭部が破壊されても体が無事ならば行動可能。一人称は「ワシ」。大阪弁混じりな喋り方で、「ですやん」や「や～ん」が口癖。自身を「おっちゃん」と呼び、ジョーカーを「若いもん」と呼んでいる。
顔は布で拭き消して油性マジックで描き換えることも可能。胸部にある電池を抜くと性格が暗くなる。小学校では教室で失禁し、テストに名前を書き忘れて受験に失敗、1発当てようと宝くじに全財産を注ぎ込んで無一文になったりと、しくじり続きの人生だったらしく、最後のチャンスに賭けて怪盗になったらしい。おまけでは自身の家族やペットも登場しており、全員が電球や電灯の姿をしている。
コンピュータン
声 - 下崎紘史
第4回怪盗コンテストアニメ大賞作品。アニメ38、39話（終盤の集合シーンのみ）のオリジナル展開に登場。コンピュータの怪盗。IQ500のAIを持つが、それ故にバッテリーの消費が激しくすぐに電源が切れてしまう上、再起動してもアップデートに時間をとられてしまう。また「ケンタウロスモード」というモードに変形可能。怪盗サバイバルは今回が初挑戦らしい。
審査員である監督の寺本は「ロボットの怪盗というのが斬新ですね。電池切れの設定や寝るときのイラストがとっても面白い!!」とコメントしている。

#### 警察・探偵
鬼山 毒三郎（おにやま どくざぶろう）
声 - 龍田直樹
年齢 - 42歳 / 血液型 - A型 / 誕生日 - 11月22日 / 星座 - さそり座 / 好きな食べ物 - フルーツパフェ / 好きなドラマ - 太陽にほえろ! / 好きな歌手 - 北島三郎
警視庁怪盗対策本部長。階級は警部。『ついでにとんちんかん』の毒鬼悪僧警部をモデルにしている。家族構成は妻と娘・ハルカの3人。9巻時点で警官20年目を迎える（アニメ14話では25年目）。一人称は「ワシ」だが、アニメでは敬語で話す際には「私」となる。「激タイホだ!!」等、言葉によく「激」を取り入れる。原作では身長は次第に低くなっていったが、アニメでは身長が伸びた。
ジョーカーを捕まえることに執念を燃やすものの、いつもジョーカーの起こす奇跡の前に失敗に終わる。そのせいで給料を下げられたり、一時本部長を降ろされたりと苦労が絶えない。ジョーカー逮捕が人生の目的であるようで、「カウントダウン・テレビジョン」でジョーカーが毒に侵された時は「地獄にだって捕まえに行ってやる」と言ったほど。また「デモンズヘブンからの脱出」で（デモンズ・ヘブンの宝を盗む為に）自首したジョーカーが逮捕されデモンズ・ヘブンに収容されたことをTVのニュースで知った際にはご飯が喉を通らなくなるほど落ち込んでいたもののジョーカーの脱獄により復活した（アニメ14話ではついには辞表を提出しそうになる事態にまでなったが復活と同時に辞表を破り捨てた）。江戸時代では岡っ引としてよく似た先祖らしき人物が登場している。
ゲーム版ではラストシーンに登場。ジョーカーとハチからはすっかり存在を忘れられており、本人も「最後の最後でようやく出番が来た」と感涙していた。
『怪盗少年ジョーカーズ』では警視総監になっている。Σドライブで20年前にタイムスリップしてきたJに国立芸術研究所で守っていた「黄金卿の舵輪」を奪われてしまう。10年前は怪盗ゼブラを部下と共に捕まえ逮捕している。
黒崎 ギンコ（くろさき ギンコ）
声 - 原優子
年齢 - 21歳 / 血液型 - A型 / 誕生日 - 9月6日 / 星座 - おとめ座 / 好きなゲーム - マリオカート / 好きな食べ物 - アップルパイ
交通課巡査で、元F1ドライバー。執拗に犯人を追い詰める根性と卓越した運転さばきから「悪魔の追跡者（デビル・チェイサー）」の異名を持つが、本人はあまり快く思っていない様子である。彼女の乗るパトカーには、ロード・ジョーカーに負けず劣らずの改造を施している。
『怪盗少年ジョーカーズ』ではモモと共に現時点では物語の20年前と10年前の回想のみの登場。
白井 モモ（しろい モモ）
声 - 桜井春名
年齢 - 21歳 / 血液型 - B型 / 誕生日 - 3月3日 / 星座 - うお座 / 好きなゲーム - ストリートファイター / 好きな食べ物 - ドラ焼き
ギンコと同じ交通課巡査。いつもニコニコの目をしており、たとえ怒っても目の表情はそのまま。ギンコと組んでいて、時には彼女を姉のように慕うこともある。元SATの隊員で、トンファの使い手。原作ではかなり背が低いが、アニメでは足が伸びて鬼山警部と互角の身長になった。
アリババ
声 - 興津和幸
25歳 / 血液型 - O型 / 星座 - てんびん座 / 好きな本 - 千夜一夜物語 / 好きな映画 - シンドバッド7回目の航海 / 好きなドリンク - モロッコティー / 好きなゲーム - チェス
アラブ出身の探偵。抜群の推理力で相手の先を読むことができ、「アリババの40人の探偵団」を部下に持つ。
寺本監督曰く部下の40人の探偵団を動かすとなると描き終わらないという理由で、アニメでは当初は登場できないことになっていた。25話で初登場（40人の探偵団もこの内4人だけながら登場）したが、その時はわずかなワンシーンのみの登場で台詞もなかった。しかし、34話で本格的に登場し、40人の探偵団も全員登場している。
スパイダー・A（ - エース）
声 - 内匠靖明
アメリカ出身の特殊隊員。身長178cm。スパイダーマンの如く「スパイダー・ネット」を操る。本人曰く「変わり者の犯罪者を捕まえるのが仕事」であるらしい。普段は気弱だが、励まされて自身がつく（アニメではコーヒーを飲む）と豹変し凶暴な性格になる。
ハチを人質にしたことでジョーカーの拘束し、体にかすっただけで3日は眠り続ける強力な眠り薬が塗られた針で刺そうとするが、イメージガムを体に貼り付けていたことで拘束を解いたジョーカーによって逆に針を自身に刺され眠らされた。
アニメではデビル・ファングのNO.2であり、Dに仕えている。自身が集めた構成員達が次々とジョーカー達に敗れたことで、35話で原作のブラッディギャングの役回りでジョーカーのもとに直接乗り込んで来たが、最後は原作同様の経緯を辿り敗北し逮捕された。しかし、Dのおかげで自由の身になり、38話では怪盗サバイバルに参加した。
50話でネオがデビル・ファングを裏切りDを始末しようとした際は彼を庇い負傷し、決して金のために動いている訳ではない純粋な忠誠心を見せた。
ウルフ
ニューヨークの刑事。突出した下顎犬歯と顔の中央にある十字の傷が特徴。ジョーカーには「楽勝」と言われるほど、あっさりと宝を盗まれてしまった。
レイ・ドラゴン
香港の刑事。副業として、女優もこなす。ネズミが苦手。
ビリジアン
声 - 石田彰
年齢 - 19歳 / 血液型 - B型 / 星座 - おひつじ座 / 好きな画家 - クロード・モネ / 好きなドリンク - 赤ワイン / 好きなミュージカル - オペラ座の怪人
フランスの探偵で画家。トリック・アートの使い手。
速水 京太郎（はやみ きょうたろう）
声 - 浅利遼太
年齢 - 17歳 / 血液型 - AB型 / 星座 - みずがめ座 / 好きな食べ物 - みたらし団子 / 好きな小説 - 怪人二十面相 / 好きなゲーム - ゼルダの伝説
天才頭脳で次々と事件を解決していく名探偵。幼少期に子猫を助けるために交通事故で両足の自由を失った為、車椅子に乗っている。一人称は「僕」で、関西弁を話す。「首鬼神社殺人事件」ではハルカとユイの先輩であることが判明した。
アニメでは33話に登場。持ち前の推理力で赤サソリの変装を見破り、ピーコックを救出した。
不動 仏滅（ふどう ぶつめつ）
年齢 - 35歳 / 血液型 - O型 / 星座 - てんびん座 / 好きなマンガ - 火の鳥 / 好きな食べ物 - バニラバー / 好きな言葉 - 仏の顔も3度まで
新たに怪盗対策本部長となった警部。警視庁ナンバー1の逮捕率を誇る凄腕の持ち主。仏のような風貌をしており、性格も普段は仏のように優しいが、怒ると鬼のように恐ろしく犯罪者からは「魔神」と恐れられている。「弥勒の瞳」というレーザーや自らの頭脳でジョーカーに挑むが、宝を奪われた挙句、鏡で反射されたレーザーの光線で自慢の髪を燃やされた。
マーチング・マチコ
血液型 - A型 / 星座 - うお座 / 好きな食べ物 - ステーキ / 好きな本 - ブレーメンの音楽隊 / 好きな映画 - ブラス!
警視庁特別音楽隊リーダー。才色兼備でギンコとモモの憧れの先輩。目に着けた仮面については、凶悪犯を捕まえる時にケガをしたため、亡くなった親の形見であるため着けていると言われているが、実際は恥ずかしがり屋だからである。

#### クローバー
プロフェッサー・C（ - クローバー）
声 - 小杉十郎太
星座 - やぎ座 / 好きな食べ物 - 仔牛のステーキ / 好きな映画 - アマデウス / 好きな演劇 - リチャード3世
クローバーの首領。左右で顔が異なる仮面を着け、クローバー柄の道化師のようなフードを着込み、その下には防弾用の鎧を身に着け、右手はチェーンで伸びる鉤爪の義手となっている。素顔は誰も見たことがなく、見た者はたとえ部下であっても処刑されるという。一人称は「わたし」。部屋中黒く塗りつぶされていないと落ち着かない程、黒が好き。
「輝く夜への旅立ち」で初登場。10年前、ダウトと共にジャックの両親に変装し彼の屋敷に侵入したが、最終的にシルバーハートのトリックに敗れた（アニメでは逃亡するシーンが追加されている）。
「長き夜の終わり」にて、魔水晶の力を使いジョーカーと裏切ったシャドウと対峙する。彼らにより自由の女神の内部で拘束され硫酸で始末されそうになるが、杖の力で回避する。その後、自由の女神を破壊しジョーカーたちを始末しようとしたが、ジョーカーのトリックにより拘束の銅線に硫酸が伝って義手を溶かされ杖を離されてしまい、ロープでイメージガムに縛り付けられ拘束された。
アニメではかつては連邦の秘密諜報員「エージェント・クローバー」として活動していたと同時に、パンドラの鍵を使い世界征服を企んでいた（原作での犯罪王ボルトの役回り）。電撃銃サンダーブラストを扱う。この時に50年前にタイムスリップしてきたジョーカーとエージェントシルバー（昔のシルバーハート）との交戦で右腕を失った。
18話では、バジル将軍に変装し、ラグナロクの光を起動させ世界破壊を狙ったが、ジョーカーにより失敗、しかし2つ目の魔水晶の入手には成功している。また、スペード、クイーンの両親を殺害した張本人であり、クイーンに対してはその罪をシルバーハートに被せ、彼女を騙し彼を襲わせた。
26話では、3つ揃った魔水晶の力でローズの魂を奪い、抜け殻となった彼女を硫酸で始末しようとしたが、ジョーカーとシャドウのトリックによりその硫酸を浴び、溶けて死亡した。
レディー・ダウト
声 - ジェーニャ
プロフェッサーの部下（弟子）の女性。10年前、彼と共にジャックの屋敷の宝を盗もうとした。
アニメでは出番が水増しされており、また猫の姿に変身できる。11話でロコと同じ実験体12号であることが判明したが、どちらが本当の姿なのかは不明。26話ではプロフェッサーに成り済まし、スペードとクイーンを道連れにしようと爆殺を試みるも、2人にはバルーンガムで脱出されてしまう。本人はプロフェッサーに忠実だが、彼自身は彼女のことを捨て駒程度しか扱っておらず、爆殺に失敗した際には「しくじったか」と愛想を尽かしていた。プロフェッサーが死後は自由の女神の跡地で彼の亡骸に猫の姿で近づいていた。
「死せるクローバーの遺産」では刑事・十羽田 怜美（とうだ れみ）として宝を盗んだジョーカー（変装したハチで死体安置所にて作り物の死体の中から出てきた）を追っていたが、突然狙撃した謎の人物（変装したジョーカー）が宝を奪い逃走、彼を追ってアジトに乗り込み、置かれていたプロフェッサーの仮面と義手を持って奪い取った宝に自分と他の2人の弟子（遺産を巡って殺し合い死亡した）の手にあるバーコードを読み込ませてアジトに封印してあるプロフェッサーの遺産の金庫を開け、無数のドローンを解放、組織を壊滅に追い込んだ元凶であるジョーカーをはじめとする全怪盗を抹殺すべく襲いかかる。さらにアジトの周囲にある地面を切り裂き、ジョーカーとハチを海に沈めようとするが、事前にジョーカーが投げたトランプがブーメランのように戻ってきて命中し、ドローンのコントローラーでもある宝を手放してしまう。そして宝はジョーカーのトランプで真っ二つに切り裂かれ、崩壊するアジトもろとも海底深く沈むが、バルーンガムで助けられ生き延びた（仮面と義手もジョーカーに奪い取られた）。
アブドーラ
声 - 下崎紘史
プロフェッサーの部下の男性。「封じられた真実」にて、盗んだ宝の呪いで嘘しか言えなくなったジョーカーの前に現れ本物の宝を回収しようとしたが、ジョーカーの携帯電話メールを受けたシルバーハートによって本物の宝と偽物の爆弾をすり替えられて爆弾を回収、最後に宝に触ったため宝の呪いが移り、回収した爆弾が自身の手元で大爆発し自滅する。アジトに戻ったときは「ジョーカーに勝ちました（負けました）」と報告した。
「長き夜の終わり」でも登場したが、経緯は不明だが呪いは解けていた。最終的にプロフェッサー同様捕縛されたかは不明。
アニメでは25話でクローバーの兵隊の指揮官として登場。幼少期のローズを誘拐し、ジャックの左目に傷を負わせた上、シアンを川に落とすもローズが起こした爆発に吹き飛ばされた。26話でもシャドウの回想に登場。

#### その他の人物
ミスター金有（ミスターかねあり）
声 - 飛田展男
年齢 - 36歳 / 血液型 - O型 / 星座 - かに座 / 好きな食べ物 - プリン / 好きな昔話 - 花咲かじいさん / 好きなゲーム - 大富豪
「ザマス」を語尾に付ける悪趣味な金持ち。ハチの村の宝「竜の宝玉」を盗んだ張本人で、本作最初の被害者。宝を奪われて以来ジョーカーを恨み続けており、その後も何度か登場しジョーカーに挑戦しているが勝った試しが無い。初登場時は長身でやせ形だったが現在は2頭身の小太り体型になっている（アニメでは最初から小太り体型である）。
独身のため花嫁を募集しており、「彼女のために鐘は鳴る」では「世界花嫁グランプリ」を開催し、優勝者の（変装した）ジョーカーを自分の花嫁にしようとしたが、ジョーカーとクイーンが優勝賞品の宝を盗んで逃げた為、成り行きで準優勝の殺子と結婚させられた。最初こそ嫌がってはいたが、次第に殺子を本気で愛するようになる。エリザベスという巨大なトイプードルを飼っている。
アニメでは「金太郎ちゃん」という熊のぬいぐるみを持っている。これは「奇跡の怪盗現る!!」（原作の第1話）において登場した物だが、金有が「ジョーカーが来たらこうなるザマス!」とハサミを突き刺すワンカットのみの登場であった。宝玉のケースに仕込まれた爆弾を動かす等のリモコンになっており、鼻を押すと爆発し、押さずに回すとケースが開くといった仕掛けが施されている。ジョーカーに逃げられるたび激怒して誤って鼻を押してしまい、屋敷や船や列車の車両等が爆発するという”お約束”が成されている。後に原作傑作選のおまけ漫画にも同様の設定がされた。
シーズン3ではデビル・ファングの一員として登場し、Dからジョーカーをおびき出すための場所と罠を与えられる（本人は罠の詳細を知らなかった）。また、今まで女性として見ていなかったカネ子に対して愛情を見せるようになる。
カネ子（カネこ）
声 - 金田アキ
アニメオリジナルキャラクター。瓶底眼鏡をかけた金有の美人秘書。金有を献身的で支えるため、ジョーカーを捕まえるために様々な罠を仕掛けているが、おっちょこちょいな部分があるため失敗もある（例として「線路切り替えリモコンをテレビのリモコンと間違える」等）。
金千代（かねちよ）
ミスター金有の息子。『怪盗ジョーカー』コミック26巻に登場した。生まれた時から金品を与えられている。
鬼山 ハルカ（おにやま ハルカ）
声 - 諏訪彩花
鬼山警部の娘。私立十文字学園の生徒で生徒会長を務めており、正義感の強さは父親譲り。空手30段。自分の名字が嫌いで、学校では彼女を名字で呼ぶ者はいない。京太郎の後輩。特技は1.5リットルのコーラの一気飲み。
鬼山 トモエ（おにやま トモエ）
声 - 井上喜久子
鬼山警部の妻。元婦警で射撃の名手。おっとりしているが、「クリスマス奪還指令」ではジョーカーが盗もうとしていたクリスマスケーキに下剤を入れる等、強かな一面を持つ。
笹野 パン太（ささの パンた）
年齢 - 9歳 / 血液型 - B型 / 星座 - うお座 / 好きな食べ物 - ホットケーキ / 好きな本 - 科学あそびの本 / 好きな映画 - カンフーパンダ
「楽園の支配者」以降、たびたび脇役として登場している少年。東京出身。ジョーカーには幾度も助けられている。トレードマークはパンダの帽子で、室内でもいつも被っている。
「大格闘！バトルスマッシャー」では、ゲーム「大格闘バトルスマッシャー」の第1回世界大会にテルとともに「ロケットパンダ」として出場、ジョーカーや他のプレイヤーと対戦するが、土偶神（ジン・クードー）の技・神（ゴッド）ビームの前に倒され敗退する。
広山 テル（ひろやま テル）
年齢 - 9歳 / 血液型 - B型 / 星座 - おうし座 / 好きな食べ物 - お好み焼き / 好きな本 - シートン動物記 / 好きなスポーツ - サッカー
パン太の親友。パン太と共にジョーカーの冒険や騒動に巻き込まれる事が多い。
「大格闘！バトルスマッシャー」では「ストライカー・テル」として「大格闘バトルスマッシャー」の第1回世界大会にパン太と共に出場するが、彼共々土偶神に敗れる。
ジャッキー・リー
香港ナンバー1の映画スター。自身のファンを大切にしており、サインを求めるファン全員に忙しくてもサインするほど。ジョーカーが映画撮影に使われる宝を盗むために眠らされ捕まり、彼によって成り済まされた。
トン・ポウロー監督
声 - 宮澤正
香港の映画監督。普段は温厚だが怒ると怖い。撮影には全て本物を使用するなど、映画にはかなり強いこだわりを持っている。
女王シャム（クイーン - ）
月光城の主。ネコのような髪型をしている。宝を賭けてジョーカーとデスゲームを行った。部下の失敗と見せかけた偽装工作を行ったりと狡猾な性格。アニメではダウトが代わりに登場した。
バトラー
声 - 清川元夢
シャムに仕える執事。女王シャムと同じくネコの髪型をしており、ネコのように威嚇することが出来る。アニメではクローバーの一員で、ダウトに仕えている。
クラウン・ドクロ
ドクロサーカスの団長。名前の通り、頭部が髑髏になっている。 遠のいた客足を戻すためにジョーカーに宝を賭けた対決を行った。ふざけた性格だが、ジョーカーとの勝負前に団員達に「万が一（ジョーカーに）負けたときはサーカス団を解散する」 と宣言しており、サーカスに対する信念は本物のようである。
敗北後は宣言通り、ドクロサーカスを解散させたものの、同時に「スーパー・ドクロサーカス」としてやり直すと宣言した。
ジャンク・ファミリー
海外のギャング集団で、パンダの着ぐるみを着て遊園地を支配した。そのボスは、ジョーカーが細工した（とても重い気体を入れてある）アドバルーンを軽々と持ち上げるほどの怪力。最後にはジョーカーの活躍により警察に逮捕された。
ミスター・ヘル
バビロンタワーのオーナー。自慢のタワーのセキュリティでジョーカーとサイバー・モンキーを苦めたが、ジョーカーのトリックによりメインコンピュータを破壊されタワー全体を停電させられた挙句宝を奪われた。
アニメではネオが代わりに登場し、部下のロボット達もネオの部下として扱われている。
バッファロー・キッド
ズル賢い性格の遺跡専門のトレジャーハンター。強い者を騙し宝を横取りしてきたのだが、ジョーカーにはあっさり負けている。「超速!!ファイヤーボールグランプリ」ではホワイト・ホーク、「聖クリスマス戦争」（トナカイの格好をして登場）、「集合!怪盗サバイバル!!」ではドクター・ブレインと組んで再登場。
甲賀 百鬼丸（こうが ひゃっきまる）
声 - 森久保祥太郎、大地葉（幼少期）
ハチの先輩。忍者学校で10年に1人の天才と呼ばれている。ハチの味方をしていたが、怪盗の助手と知った後は里に帰るよう命じた。しかし、ジョーカーとのコンビネーションを見て、成長したハチを認めた。おでんのちくわが大好物。
アニメ45話ではご隠居（声 - 稲葉実）の命で命の壺を巡ってジョーカーと激突するが、実はご隠居がちくわの入った自身のへそくり壺と間違えてお供えしてしまったため、戦いの間に本物の壺とすり替えようとしていた。
ホワイト・ホーク
葉巻の煙を自由自在に操る賞金稼ぎ。ジョーカーにティラノサウルスの化石を狙われている為雇われたが、ジョーカーのトリックに騙され化石を奪われる。
マンボー将軍
声 - 難波圭一
悪の将軍。目的の為なら手段を選ばない性格。「深紅の邪神島」で宝を狙うもジョーカーとスペードに騙され敗北する。
「ホーリーナイト・ソルジャー」で再登場し、マリアを利用しジョーカーに復讐しようとする。終盤で戦車を投入しマリアはそれまでの時間稼ぎに過ぎなかったと吐き捨て、彼女達を諸共始末しようとするが、ジョーカーの挑発に乗り凍った滝に弾を撃ち込んだことで溢れた冷水を浴び体を氷漬けにされ、その後ジョーカーに警察に通報された。
アニメではクローバーの一員。ハチと同様想い出を美化する（自身を美形にする）癖がある等、原作には無いコミカルな一面を見せる。
Dr.リドル
ものの大きさを変えられる「リトル・レーザー」を使って世界征服を企む科学者。背がとても低く116cmとハチよりも低い。そのことを気にしており、リトル・レーザーを作った理由はこのコンプレックスによるところが大きい。
自身の研究所に忍び込んだスパイダー・A、ジョーカー、ハチを小さくするも、最終的にジョーカーのトリックに騙され自身にリトル・レーザーの光線を浴び小さくなり、その後元の大きさに戻ったジョーカー達によって捕らえられ、部下諸共警察に逮捕された。
その後はデモンズヘブンに収容されており、牢獄の中にモブとして彼の姿が確認出来る。
チャパ・ティー
声 - 加藤英美里
アシュラ教神官で、全てを見通す神の目を持つとして人々に崇められていた少年。実際は高い洞察力を持つ普通の少年だが、病気の母（声 - 篠原恵美）がおり、高い薬代を稼ぐためにムガル老師の言いなりになって神の使いと称して人々を騙していた。騒動後は父の仕事を継いで生計を立てることを決意する。
ムガル老師
声 - 大塚芳忠
顎髭を蓄えた老師。チャパの弱みにつけこみ神の使いに祭り上げることで儲けようとしていた。表向きには温厚そうな性格を装っているが、その本性は神官を辞めたいと言ったチャパに暴力を振るって従わせるなど横暴極まり無い。ジョーカーによって悪事が露見した後は人々に袋叩きにされた。
アニメではチャパに対しても温厚で、ウソをついてでも人々が幸せならそれでいいと諭し従わせていた。しかし実際はチャパの母親に毒を盛り病気を患わせマッチポンプを行っており、原作と同じく偽善者であることには変わりなかった。
コジロー、スズメ
パン太の従兄弟とその友人。パン太と共に夜の学校でヤミ子さんに襲われるが、ジョーカーに助けられた。
ヤミ子さん
絵画の妖怪。普段は血のような真っ赤な着物を着た少女の姿をしているが、正体を現すと下半身が巨大な口を持った怪物になる。体が絵の具で出来ているため、水が弱点。
ジェイスン所長
声 - 銀河万丈
難攻不落の刑務所、デモンズヘブンの所長。人相が悪く、ジョーカー曰く「囚人より悪そうな顔」。女言葉で話す。
サーモグラフィを内蔵したマスクを使用しているため、イメージガムが通用しなかったが、シャワーを利用した機転により脱獄されてしまう。アニメではこの後、監視カメラの映像により自身の暴力的な支配体制が暴かれて逮捕された（「これにより刑務所の体制はよくなるだろう」とDJ・ピーコックもコメントしている）。
フランク
声 - 安原義人
アニメオリジナルキャラクター。 デモンズヘブンに服役している初老の囚人男性。囚人番号「34号」。ニックとは面識がある。
新入りのジョーカーたちに尊大かつ横柄な態度を取る。ジョーカーが刑務所に隠された宝を狙っていることを知り彼にヒントを提供するが、実は釈放と引き換えにジェイスンにジョーカーたちの行動をリークしていた。しかし最終的にジェイスンを裏切り、暴行を受けながらもジョーカーの「奇跡」を信じ彼らを逃がした。
キラー13 / マリア
ジョーカーの命を狙った謎のソルジャー。「13」と描かれた仮面を着けており、氷柱のような武器を飛ばして攻撃を行う。
その正体は孤児院のシスターのマリア。元々マンボー配下のソルジャーであったが、1年前にとある兵器工場の壊滅作戦により重傷を負ったところを孤児院の院長に発見され、病気で入院した院長の代わりに子供達の先生役を任される形でシスターとなった。しかし、ある日マンボーに見つかり、孤児院を人質にされたことで彼に従いジョーカーを始末しようとしていた。ジョーカーがマンボーを撃退した後は子供達に1年間嘘を吐いてきた自分は孤児院のシスターである資格が無いと悟って去ろうとするも、子供達の涙ながらの説得で留まる事を決める。孤児院に戻ると中にはジョーカーが用意した孤児院の子供達の為にハチが作ったクリスマスの料理（本来はジョーカー達の夕食）を贈られており、代わりに自身が着けていた仮面を盗まれていた。
シグマ博士
声 - 下崎紘史
Σドライブを発明した博士。彼に変装したハチによりジョーカーにΣドライブを奪われた。Σドライブを悪用されることを非常に恐れており、Σドライブを取り返せなかった鬼山警部に対して彼の胸ぐらを掴みながら怒りを露わにした。
風魔 一（ふうま イチ）
声 - 小林由美子
ハチの先祖。外見はハチと瓜二つ。江戸の平和を守る忍者集団「忍組」の頭領で、忍術の腕はかなりのもの。タイムスリップしてきたジョーカー、シャドウと協力し、ネズミ太夫と戦った。
「魔導忍者の封印」では夜叉王を封印したことが判明した。
ネズミ太夫（ネズミだゆう）
無類のカラクリ好きの悪党。カラクリを使い悪事を働いたことで百両で指名手配されている。Σドライブを使い、未完成だった最高傑作である巨大カラクリ「鉄鬼竜」を起動させ江戸の町を征服し、江戸中の千両箱を略奪する。しかし、ジョーカー、シャドウの策略により、鉄鬼竜の頭部ごと現代に送り込まれた。
金有屋（かねありや） / 熊太夫（くまだゆう）、おカネ
声 - 飛田展男（金有屋）、金田アキ（おカネ）
アニメ20話でネズミ太夫の代わりに登場した、金有とカネ子の先祖らしき男性と女性。鉄鬼竜も金太郎ちゃんを模した「金太夫」に差し替えられている。ネズミ太夫と異なり、現代に連れて行かれずに済んだものの、最後は金有と相変わらずのお約束を見せた。
DJ・ピーコック
声 - 矢部雅史
テレビ局の様々な番組の司会を務める司会者。「カウントダウン・テレビジョン」では、視聴率を上げるために毒に侵され24時間以内に死が確定したジョーカーが解毒剤を手に入れられるかどうかのゲームを仕掛けた。結果的にジョーカーの巧妙なトリックによって解毒剤を奪取された。アニメでは赤サソリによって成りすまされ、テレビ局の一室に閉じ込められていたが、速水と鬼山警部によって救出された。
アニメでは「裏社会ネットニュース（略称：UNN）」および「表社会ネットニュース（略称：ONN）」のアナウンサーを担当している（以降の漫画の話にも同じ設定が使用されている）。
30話では金有が主催した「世界花嫁グランプリ」で司会を担当したが、自己紹介の際に「こんな仕事もして小金を稼いでいる」と発言していることから最低な仕事として認識している模様。
ファラオ
声 - 秋元羊介
3000年前のエジプトの王。
アニメではフェニックスと面識がある。彼によると性格の悪い人物だったようで、ファラオの試練がそれを物語っているらしい。原作では名前のみの登場だったが、41話でウーラ女王の役回りで本人が登場した。ホッシー（アクルックス）が国の財宝を食い尽くして国が滅んでしまったことからホッシーに磁石を食べさせて眠らせ、フェニックスを封印した過去を持つ。
アヌビス
ファラオの宝を守る、ピラミッドの番人。これまで侵入者にファラオの試練を挑ませてきた。この試練に挑み生きて帰った者はいない。侵入者が試練に苦しむ姿を眺めて笑みを浮かべる嗜虐的な性格。
ジョーカーに試練を突破され宝を奪われそうになった際には、番人であるが故に宝を盗まれると消えてしまうことを明かすが、彼に「おまえに消えてほしくないと思ってくれるヤツはいるのか」と返され、宝を盗まれ消滅した。
アニメではファラオの試練は28話で登場したものの、アヌビス自身は登場しなかった。
ユイ
声 - 須藤沙織
ハルカの親友。水墨画家の父親（声 - 酒巻光宏）を持つ。休日には神社のアルバイトで巫女をやっている。
邪悪な狐（イビル・フォックス）
声 - 木村昴（A）、下崎紘史（B）、高坂篤志（C）
キツネの面を被った窃盗団。様々なトリックで警察を出し抜き、多くの美術品を手に入れている。ハルカとユイを人質として捕らえ、鬼山警部に宝と交換するように要求した。3人組と思われたが、実際は移動用のワゴン車の運転手を含めた4人組である。
キャプテン・ブルー
声 - 福島潤
ブルー海賊団の船長。キャプテン・ブラックの孫で、彼の跡を継いで船長となった。部下には船長の威厳を見せていたが、実際には力も気も弱い。しかし、ジョーカーと出会ったことで段々と自信がつき、オクトパスを撃破した。
「白魔の幽霊船」で再登場。ジョーカーと久し振りに再開し、彼と共にダイオウイカと戦った。
アニメでは祖父の死によるトラウマの影響で剣を握ることが出来なかったが終盤で克服する。怪盗サバイバルにも参戦している。
キャプテン・ブラック
声 - 祐仙勇
かつて伝説の宝島を発見し、多くの財宝を持ち帰ったとされる伝説の海賊。ブルーの祖父で故人。彼の死後、財宝は奪い合いを避けるために海に沈められたという。
アニメではブルーの回想で生前の姿が描写された。オクトパス海賊団との戦闘になり、オクトパスの攻撃からブルーを庇ったことで死亡している。
首領・オクトパス（ドン - ）
オクトパス海賊団の船長。ブルー曰く「このあたり（ブルーが彼に遭遇した場所あたり）で最強の海賊」で、戦力もブルー海賊団を遥かに凌駕する。右手は義手となっており、普段はフックだがチェーンソーや伸び縮み可能な「シザーハンド」に付け替えることが出来る。
ブラックの財宝を手に入れるためにブルーを狙うが、彼の決死の作戦の末に船を爆破され撤退した。アニメにはブルーの回想に登場。ブラックを殺害している。
アーティスト・ボマー
日本に上陸したフランスの爆弾魔で、国際指名手配犯。一人称は「ワタシ」で、語尾がカタカナになった喋り方をする。爆弾を使った破壊こそが真の美しさを生むと信じてやまない狂人で、夏祭りでジョーカーがすくった金魚を盗んで食べたりと行動も気持ち悪い。
跡を追ってきたビリジアンと夏祭りを邪魔されたくないジョーカーから逃げ回った末にビリジアンの罠に嵌り拘束された。しかしその際に爆弾を飛ばし、花火を見ていた群衆諸共爆破させようとしたが、ジョーカーのトリックにより爆弾は空中で爆発し失敗し、その後ビリジアンに逮捕された。
煙突ボブ
声 - 下崎紘史
名前の通り、煙突から侵入する手口が特徴の泥棒。10年前にジャックの屋敷に侵入し宝を盗もうとしたが、ジャックの罠に嵌り電気を浴び、いとも簡単に倒され警察に逮捕された（アニメでは逃亡した）。
プロフェッサーは同時期に自身の部下を何人かジャックの屋敷に送り込み返り討ちにされたことを言及しているが、彼がクローバーの一員なのかは不明。
タイガー・マリー
声 - くじら
「戦乙女」のリーダーである、大柄な女性。トラ柄の服を着ている。苦手なヘビを追い払ってくれたハチに惚れ込み、無理矢理ハチと結婚しようとする。単行本の書き下ろしではハチに逃げられた後は世界中を泳いで回り、ハチを探している様子が描かれた。
アニメでは彼女が率いている女性達の総称は「虎の乙女」（声 - 芝崎典子（1）、阿部里果（2）、田島伊織（3）、伏見はる香（4）、星谷美緒（5））に変更されている。また、フェニックスとは面識があるようで、彼を様付けで呼んでいた。
レインボー・ジャスティス
声 - 杉山紀彰
ブラッディギャングが現れた際に出現したヒーロー。テレビのヒーローに憧れて大学で発明した、伸縮自在で防弾力もある（ただし当たると多少は痛い）スーツを装着している。しかし本人の戦闘力は低く、最初はブラッディギャングに敗北して捕縛されてしまうが、ジョーカーとの連携作戦によりブラッディギャングを倒すことに成功する。単行本の書き下ろしの1コマでは彼に憧れてヒーロー仲間になった者達が登場した。
ブラッディギャング
覆面を被った銀行強盗集団。ボスはロケット砲を所持している。アニメではスパイダーAが代わりに登場した。最後はジョーカーのトリックにより拘束された。
メデューサ
声 - 定岡小百合、芝崎典子（少女の姿）
自身の目を見た者を石に変えてしまう怪物で、遺跡にてオリンポスの財宝を守る番人。髪と下半身がヘビになった姿をしているが、鏡を奪うために少女の姿をとることもある。
クイーン（アニメではスペード、ダークアイ、ハチ、ロコも）を石にするが、ジョーカーとシャドウのトリックにより溶岩に落下し、クイーン（達）は元に戻った。
アニメでは1つ目の魔水晶の主でもあり首に付けていたが、始末される直前にシャドウに奪われた。
赤サソリ（あかサソリ）
声 - 陶山章央
裏社会のなんでも屋。赤髪のイヤミな男。後ろ髪をサソリの尻尾の形にしている。針を飛ばす戦法が得意で、相手の体のツボを突き痺れて動けなくしたり5分程心臓を停止させることも出来る。
「呪いのサマーキャンプ」で初登場。とある人物からジョーカーに奪われた宝を取り返す依頼を受けるも、ジョーカーのドジで宝がパン太とテルのもとに渡っていたため、ジョーカーが宝を取り戻した後に奪おうと機会を伺っていた。しかし、夜になってもジョーカーが宝を取り戻さなかったため、痺れを切らしジョーカー達をまとめて始末するべく、黒いスーツを着て闇夜に紛れて襲い掛かるが、最終的にジョーカーのトリックに騙され、スズメバチの群れに刺され倒された。
「赤き心臓の子守唄」ではタロの両親からジョーカーに攫われたタロを取り返す依頼を受けるが、計画を変更しタロを人質にしようとする。しかし、ツボの場所を知ったジョーカーのトランプで心臓停止のツボを突かれ停止させられ（ジョーカーは赤サソリを倒したこの技を「心臓を止める切り札(ハート・ブレイク・カード)」と命名した）、サービスとして病院送りにされた。
「ジョーカー先生の怪盗授業」では怪盗学園の生徒達を捕らえ人質にし、その親の怪盗達を捕まえ大儲けしようとしたが、生徒たちの起点とジョーカーの活躍により失敗した。
「集え！導きの神獣たち」では神獣を奪い取る為に幻魔の兄と共に再登場しサメ型の潜水服で苦しめたが、ジョーカーとフェニックスが起こした水中での水蒸気爆発を受け敗れた。
アニメではデビル・ファングの一員で、スパイダー・Aに紹介された。変装が得意で、33話のオリジナル展開ではピーコックに成りすましていたが、最後は鬼山警部に逮捕された。しかし38話で刑務所を出所し怪盗サバイバルに参加する。
50話でデビル・ファングのビルの屋上でジョーカーとクイーンを始末しようとしたが、ジョーカーのトリックにより屋上から海へ転落した。明らかに助からない高さから落下したが、生死は不明。
パプリカ姫
声 - 折笠富美子
サフラン国の皇女。「ブルースター」と対をなす宝石「レッドサン」を所持している。「ラグナロクの光」を巡りバジル将軍と敵対し、ジョーカーの協力により陰謀を阻止した。
アニメでは彼女とバジル将軍は「ラグナロクの光の下」を原作とする18話の他、46、51、52話にも登場している。
バジル将軍
声 - 石井康嗣
サフラン国の総司令官。シルバーハートの家に隠されていた宝石「ブルースター」を軍隊に盗ませ、ラグナロクの光を起動させ世界の王になろうと企んでいた。しかしパプリカとジョーカーによって陰謀を阻止された上に自身の野望まで露見させられ、サフラン軍に逮捕された。
アニメではプロフェッサーによって成りすまされ、本人は王宮の一室に監禁されていたが、ロコに救出された。
ピタ
声 - 金光宣明
アニメオリジナルキャラクター。ドネルケバブ屋の男性。パプリカ姫とジョーカーを自身の家に一時的に匿った。
ダンプ
声 - 知桐京子
スペードことキングの従兄弟。肥満体質でローストビーフが好物。荒っぽい性格で、キングを召使として扱き使っていたばかりか、自分の身が助かるならば手段を選ばない程の自己中心的な一面もあるが、本当は泣き虫かつ臆病な上に寂しがり屋な面もある。クルーザーが強盗集団に襲われた際にはキングや偶然乗り合わせたジョーカー、クイーン共々身代金の為の人質にされ、身代金さえ支払われれば自分の身の安全は保障されると思い込み、身代金を受け取っても最後には口封じに殺されると見越した上で彼らに立ち向かおうとしていたジョーカー達を妨害し、キングにも両親の恩を盾に妨害の為の助力を求めたが、直後にジョーカー達に賭ける事を選んだキングから拒否され、更には彼のパンチを受けて気絶させられた。騒動後はジョーカー達と共に怪盗になる決意をしたキングと別れる事になり、最後はキングの名を叫びながら涙ながらに「俺の友達はお前だけだった」と告げた。
アニメでは、実親に捨てられたキングの事を両親が気にかけていて自分に構ってくれなくなったことから、彼に強い焼きもちを焼いて妬んでいる場面が見られる。ネットショッピングで健康器具を買っては三日坊主。原作とは異なり、キング達と別れた後の動向が描かれており、ある人物として本編の時代にも姿を現している。
ギャンブラー・ファルコン
年齢 - 18歳 / 血液型 - AB型 / 星座 - いて座 / 好きな食べ物 - サンドイッチ / 好きな映画 - テキサスの五人の仲間 / 好きなゲーム - ブラックジャック
「F」と描かれた仮面を顔の左半分に着けたギャンブラー。5歳の頃に両親が詐欺に遭って大金を騙し取られたが、その詐欺グループに対してイカサマのギャンブルを仕掛けて全財産を巻き上げた過去を持つ。勝利の秘訣は有利な時でも「金」や「命」を守ろうとしない事。金有とポーカーで対決しイカサマを使って全勝し、金有の財産を根こそぎ奪った。その後、ジョーカーとルーレットで宝を賭けた対決を行った。
ドクター・ブレイン
天才的な発明で世界征服を企む科学者。世界征服の手段としてピラニアとトカゲのDNAを混ぜ合わせて造った生物兵器「マーマン（半魚人）」を制作していた。ジャックに計画を邪魔されたことがあるが、「聖クリスマス戦争」で再会した際にはその事を忘れられていた。
「聖クリスマス戦争」ではサンタクロースに変装し、バッファロー・キッドと組み新発明「瞬間冷凍銃（コールド・ガン）」でジョーカーを倒し、更に宝を出し抜き奪おうとするも、彼のトリックにより失敗、瞬間冷凍銃のエネルギーの冷凍ガスの入った袋をジョーカーが操る玩具のロボットで破かれた事でキッド共々凍結した。「怪盗サバイバル」にもバッファロー・キッドと共に参戦しているが、サバイバル中に彼の姿は見られなかった。
ターボ・マッスル
金有がファイアーボールグランプリで優勝するために呼んだレーサー。レーシングカーのエンジン音のような声で喋るため、何を話しているのか分からないが、何故か金有だけは彼の話を理解できる。
夜叉王（やしゃおう）
声 - 中田浩二
戦国時代の終わりに現れた忍者。身体を水に変える禁術を使い、日本中を暴れ回っていたところをイチ達によって「封印の壺」に封印されていた。500年経った現代でジョーカー達が掘り返し蓋を開けたことで封印から解き放たれるも、ジョーカーとの激闘の末に再び封印された。
パンドラ女王
声 - 佐久間レイ
「崖の王国」の女王。50年前に王国を救われて以来、今でもシルバーハートと交流がある。
犯罪王ボルト
50年前に存在した犯罪組織の首魁。一般人の4、5倍程もある巨体の持ち主。尻にサソリの尾のような武器を付けており、「サンダー・ブラスト」という電流を流す技を使う。崖の王国の秘宝である全長約1000m（ジョーカー）の巨大な空飛ぶ船「パンドラの方舟」を使い世界征服を目論んでいたが、エージェント・シルバーとジョーカーとの死闘の末、「パンドラの方舟」は破壊され野望は打ち砕かれた。
アニメではエージェント・クローバーが代わりに登場したが、名前のみではあるもののサンダー・ブラストが引き継がれている。
火柱ボンバ（ひばしら - ）
指名手配中の爆弾魔。一人称は「オレ」。ジョーカーからは「ボマーよりヤバそうなヤツ」と称されている。
美術館に爆弾を仕掛け見学に来ていた子供達を巻き込み芸術品を爆破しようとしたが、トリックとウソを馬鹿にしたことで怒ったジョーカーとゴクオーにより阻止され鬼山警部に逮捕された。おまけにゴクオーにウソがつけない舌をプレゼントされたことで、本当の一人称が「ボク」であることや爆弾が無いと弱虫であることが露見してしまった。泣きながら「ママ」と呼んでいたことからマザコンであることが示唆されている。
16巻カバー下には彼のその後が描かれている。爆弾を使って刑務所を爆破し脱獄に成功したものの、運悪くシャドウとユーリィに出会ってしまい、吹き飛ばされて刑務所に逆戻りすることとなった。
実験体99号
声 - 佐藤せつじ
ロコと同じ研究所で生み出された生物。研究所の特殊な檻で生活していたが、ある日ロコを唆し研究所を脱走する。かなりの巨体で、ジャックからは「怪獣」と称されている。強力な胃酸を口から吐いて攻撃する他、粘液で拘束させることも出来る。アニメでは尻尾が弱点でジャックがトランプで切って落とした鍾乳石によって尻尾を切られて体が縮んで小さくなりトカゲになってしまい怯えて逃げた。
タマゴ
宇宙船に乗ってやって来た超高性能ロボット。可愛らしい見かけによらず、人間の3倍のスピード、5倍のパワー、10倍の大食い（食べ物もエネルギーに変えられる）、さらにはデスビームや両腕のドリル、両脚の円盤ノコギリといった武器を持っている。語尾に「モン」を付ける。
正式名称はD55号で、ある目的のために地球に降り立ったが、ジョーカーに「タマゴ」と名付けられ（由来はお寿司の玉子焼きを美味しそうに食べていたから。クイーンも思いついた名前を紙に書いて候補を挙げたが、本人は「まじめに考えて」と却下した。）、共に行動してからはすっかりジョーカー達と仲良くなり、裏切らなければならない事に不安を感じるようになる。
ボスのオメガが襲来した時もジョーカーを助け、共にオメガの計画をくい止める。最期までジョーカー達を助けるため自ら体を張り、頭だけのオメガの自爆に巻き込まれた。そして体は流れ星となり、ネジの一部は燃え尽きず海岸にてジョーカーが発見し、そのネジを「最高のお宝」と称した。
オメガ
今は亡き天才博士に作られたロボット。博士の生前、人類の平和に役立つよう命令されたが、人間が怒りや悲しみといった「感情」があるせいで争いが無くならないと思い、「波動発生砲」とギガダイヤモンドの力を使い、人間をロボット化する「人類支配計画」を実行するようになる。腕はビームサーベルになり、配下にタマゴと同型のロボットを数体従えている。ジョーカーとの闘いで一度は大破したかと思われたが、頭だけが残り、ジョーカー達の乗っている船ごと自爆させ道連れを計ろうとしたが、タマゴに連れ去られ船とは離れた場所で自爆した。
コマンドー殺子（コマンドーさつこ）
声 - 乃村健次、金田アキ（幼少期）
年齢 - 20歳 / 血液型 - O型 / 星座 - おうし座 / 好きな食べ物 - 焼いた肉ならなんでも / 好きな本 - 宮本武蔵 / 好きな映画 - ゴジラ
大柄で筋肉質の女性。通称「殺（さっ）ちゃん」。学生時代のあだ名は「コマ殺（さつ）」。アメリカ軍海兵の父と日本人の母の間に生まれ、子供の頃から母親に「女は家を守れる程強くならなければいけない」と言われ厳しく育てられた。日々筋力トレーニングで女子「力」を鍛えている。また、学生時代にクラスメイトに恋の悩みを相談された際は「己を鍛えろ」とだけ告げたらしい。不正は絶対に許さず、女装して「世界花嫁グランプリ」に参加したジョーカーを成敗しようとするが、ジョーカーのトリックに破れる。
「世界花嫁グランプリ」の一件で金有と結婚し、現在は「金有・コマンドー殺子」という名になっている。最初は金有を嫌がっていたが、「温泉ドキドキパニック！（以下略）」では一緒に温泉旅行に行ったり､「うばわれた超傑作選」では「スーパー金有タンク」で一緒に偽のDVDを売りに行ったりなど現在は仲良くやっている模様。女性に大人気。
アニメではカネ子の正体であるが、金有は気付いていない。
ウーラ女王
砂漠の女王。魔法を使ってどんな物でも手に入れていたという。自身の魂を鉄の仮面に移し、仮面を被った者を器として操り、器の寿命が近付くと別の器に乗り換えるを繰り返すことで現在まで3000年生きてきた。現在の器の寿命も尽きかけており、クイーンを攫い新たな器にしようとする。
その後、成り行きでハチの体を器にし、砂を巨大な魔人（声 - 下崎紘史）に変化させ、ジョーカーを捕まえることに成功したものの、トリックで磁石を作ったジョーカーによって仮面を吸い寄せられ真っ二つに切断された。
バド
声 - 北沢洋
ウーラ女王（アニメではファラオ）の部下。フクロウにも九官鳥にも見える容姿の鳥。人語を話すが口はかなり悪い。体は砂で出来ていたらしく、ウーラ女王（ファラオ）の敗北と共に砂に戻った。
ダイオウイカ
声 - 不明
船乗り達に恐れられた「白い悪魔」の正体。自身が沈めた船を住処にしている。人語を話さないイカであるものの、人間を船の一室の牢獄に閉じ込めたり、死体を足で動かし幽霊が襲いかかっているように見せるなど知能は高い。
正体が露見した後はジョーカー達を捕縛し、苦しむ彼らを見て嗤う残虐な一面を見せるが、ジョーカーが宝を破壊したことで空気を手に入れたロコの超音波によって倒され、最後はジョーカーによって丸焼きにされた。
アニメではフェニックスに操られて登場した。
ミスター・キャデラック
声 - 堀内賢雄
誕生日 - 12月25日 / 星座 - やぎ座
キャデラック美術館の館長。美術館の金庫の扉は虹彩認証で彼の瞳を認識させなければ開閉を行うことが出来ない。金庫を開けられるのを危惧した鬼山警部に連れられ美術館から離れるが、ニセジョーカーによって誘拐されてしまった。
アニメでは数々の偽物の中から本物の宝を見抜くことが出来る唯一の人物でもあったが、その後ホッシーに見抜かれることとなった。
ガメツ・ザイポー
『コロコロコミック』の企画「コロコロテレフォン」で先行登場。「我滅」と書かれた服を着た大富豪。宝を盗もうとしたハチとローズを拘束したがジョーカーとシャドウにより2人は助かり、シャドウのブラッディ・レインによる「漆黒の闇（ダーク・オブ・ダークネス）」を喰らった。
アニメでは金有と殺子が代わりに登場しており、宝も差し替えられている。
エージェント・パープル
声 - 日野未歩
50年前、エージェント・シルバーと共に数々の犯罪組織を潰してきた、スパイの女性。当然ながら現在は老婆であるが、身体能力は衰えていない様子で今も現役である。
20年後の未来の世界ではぎっくり腰が改善され怪盗を続けているシルバーと共に活躍している。
ドクター・ネオ
声 - 子安武人
金の為にテロ等を請け負う犯罪組織「ジャッカル」の首領。ジャッカルは50年前にシルバーとパープルに壊滅され彼自身も逮捕されたが、偶然生き残っていた部下が彼を脱獄させ組織が復活。実年齢は90歳以上で、50年前と姿が変わっていなかったが、セロハンテープで顔の皮を伸ばしカツラをつけ若作りをしていただけで、実際は頭は禿げた皺だらけの顔の老人。
「帰ってきた伝説のスパイ」では、絶対破壊ロケット「テンペスト」（52話ではジョーカーとハチが宇宙船として使用した）を開発しており、組織の恐ろしさを世界中に知らしめる為に国際会議が開かれているパリに撃ち込もうとしたが、自身のアジトに侵入したジョーカー達を始末する為に撃ち込む場所をアジトに変更する。しかしジョーカーのトリックにより空中で爆破され、シルバーとパープルに拘束された。
「月がきれいな夜だから」で再び脱獄し、ジョーカーが盗もうとしていた宝「狼王の杖」の呪いでジョーカーに復讐し、彼を狼男にしようとしたが、ジョーカーとスペードの協力により杖を破壊された上に逃げられた。
アニメではデビル・ファングの一員でもある。ハゲているのを気にしていて、カツラがずれると慌てて直す。捕獲しようとする程、宇宙人が大好きで、宇宙人の事となると興奮する。
46話でパプリカ姫のジュースに毒を盛って殺害しようとする。しかし監視カメラの映像に写っていたのが見付かり、鬼山警部によって殺人未遂の罪をかけられ逮捕されそうになったが、Dによって助けられる。
50話終盤でデビル・ファングを裏切りジャッカルとして行動を開始、そのビルを爆破させた。幻魔によって仕留められたフェニックスを捕獲し、彼の心臓を取り出して永遠の命を手に入れようとしたが、ジョーカーに奪還された挙句、幻魔と一緒に拘束されて鬼山警部に逮捕された。
スナイパー幻魔（スナイパーげんま）
声 - 二又一成
殺し屋。僧侶風の格好をしていて、額に「死」の字が書かれている（アニメでは×印の傷が付いている）。発砲時の掛け声は「南無（なむ）」。ジョーカー曰く、「幻のようにつかませず、ターゲットを撃ち殺す狙撃の達人」であり、ジョーカーの帽子に弾痕で「死」の文字を刻んだり、跳弾で死角にも命中させるなど、狙撃の腕は非常に高く、本人も「米粒にも当ててみせる」と豪語している。
「不死鳥と魔弾の射手」ではジョーカーとフェニックスを仕留めようと「カネアリーランド」に乱入するが、最終的にジョーカーのトリックにより敗北した。その後脱獄し、「不死鳥を狩る者」と名乗る兄（額に「天」の字が書かれている）と共に再登場、しかし「翼は銀河の風にのって」で2度目の敗北をした。
アニメでは50話終盤からネオの部下として登場。磁石の弾丸でフェニックスを仕留めた後、用済みのDを撃とうとしたがスパイダー・Aによって失敗、51話ではネオの命令でジョーカーを撃とうとしたが、代わりにハチが撃たれた後にスペードの氷結弾で氷漬けにされた。その後、ネオと一緒に拘束されて鬼山警部に逮捕された。
プレジデントD
声 - 岸尾だいすけ
シーズン3から登場するアニメオリジナルキャラクター。謎の組織「悪魔の牙（デビル・ファング）」の総帥。女性的な顔立ちの美青年。一人称は「私」。普段は部屋で食事をしながら部下に指示を出している。普段は冷静沈着だが、機嫌が悪くなると皿を投げつけたり、料理を手で蹴散らすといった豪快な一面も持つ。ジョーカー、スペードに恨みを抱いており、ジョーカー、スペード、クイーンの首に賞金を懸けた。
49話で正体がダンプであることが判明する。キングとの別れの後、自分にかまってもらいたく両親に「キングは海に沈んだ」と言ったせいで、両親は孤児の世話に一層力を入れるようになり、自分は殆ど相手にされず、数年後に莫大な金を残して先立たれた。3話での金有の船上パーティーに参加した際、そこに現れたジョーカーとスペードが嘗てのジャックとキングであると確信し、自分の全てを奪ったジョーカー達を始末する為にデビル・ファングを結成した。後に改心してジョーカーの手助けをした。
24巻のカバー下裏表紙に特別出演する形で原作にも登場している。

#### 他作品からのゲストキャラクター
天童 星（てんどう ほし）、兎野 月子（うの つきこ）
漫画『推理の星くん』のキャラクター。「天空の魔術師」で3コマのみの登場。星は事件の気配を察知したが、ライデンを探している途中だったらしく月子に制止され引きずられ、大した活躍もなく終わった。
星と月子の作画は『推理の星くん』の作者であるせいの奈々が担当した（また、単行本2巻ではジョーカーのイラストも担当）。
ケシカス
漫画『ケシカスくん』に登場するキャラクターで、「赤き心臓の子守唄」でジョーカーの心臓が停止した時に見た夢（描き下ろしのオチの1コマ）に登場。ジョーカーを自分のケシカスで作ったロープで登らせようとした。
じーさん
漫画『絶体絶命でんぢゃらすじーさん』に登場するキャラクターで、上記の夢に登場。ジョーカーに危険から助かるトリックを教えようとしている。ジョーカーの格好をして、帽子もかぶっている。
ゴクオー
漫画『ウソツキ!ゴクオーくん』のキャラクター。
「学園に潜む怪人」で初登場。パン太とテルの前に現れたが教師に追い掛けられる（実はゴクオーはジョーカーの変装で、教師はハチの変装）。しかし、物語のクライマックスに本物が登場し、ドクター・プラスの舌を抜いた。
「ウソツキ!ゴクオーくんVS怪盗ジョーカー」では、ジョーカーとタッグを組み火柱ボンバの悪事を阻止する活躍を魅せた。最後にはお互いの実力を認め合っている。
ゲーム版でも隠しアシストキャラとして登場（コレクションアイテムの二次元コードを3つ読み取ると使用可能になる。
パスカル先生（パスカルせんせい）
漫画『100%パスカル先生』に登場するキャラクターで、ゲーム版のみに隠しアシストキャラとして登場（『月刊コロコロコミック』2015年10月号に掲載の二次元コードを読み取ると使用可能になる。現在この二次元コードはゲーム版公式HPにて掲載）。

### 怪盗少年ジョーカーズの登場人物

#### ジョーカーズと関係者
J / 輝夜木 十一（かがやき じゅういち）
年齢 - 10歳 / 血液型 - O型 / 誕生日 - 12月11日 / 星座 - いて座 / 好きな食べ物 - 「カレー」と付くもの全て
『ジョーカーズ』の主人公の一人。一人称は「俺」。ジョーカーとクイーンの間に生まれた息子で「驚異の達人（ビックリマスター）」の肩書きを持つ。人を驚かすのが好き。家族は旅行中のため風魔家に預けられている。父のジョーカーとは昔から何かと張り合っており、いつかは勝ちたいと思っている。カイと出会い、共に宝を盗んだのを期に半ば強引に「怪盗ジョーカーズ」を結成する。決め台詞は「今夜のビックリ1ページ!!」。
幼少時、シルバーハートの家に居たロコを含む犬達の顔にラクガキをするイタズラをしたのが原因で死ぬほど吠えられて怖い思いをして以来、犬が苦手。
カイ / 二十面 海人（にとめ かいと）
年齢 - 10歳 / 血液型 - A型 / 誕生日 - 10月20日 / 星座 - てんびん座 / 好きな食べ物 - 天ぷらそば
『ジョーカーズ』の主人公の一人。一人称は「僕」。普段は平凡な小学4年生。常に”安全”を心がけている。ある夜、曽祖父が隠した闇の宝の地図をJが盗む所を目撃し、翌日Jが十一として転校した所で再会。その後の追跡の後成り行きで怪盗となりJのパートナーになる。小さい頃はかくれんぼや将棋などよく曽祖父と遊んだ。
実は彼の曽祖父は伝説の怪盗『怪人二十面相』であり、彼の秘密を知りたいという理由もあって怪盗になることを決意する。
家は普通の家庭であるため、両親は自分が怪盗をやっていることを知らない。
風魔 八一八（ふうま ヤイバ）
年齢 - 11歳 / 血液型 - A型 / 誕生日 - 1月18日 / 星座 - しし座 / 好きな食べ物 - どら焼き / 好きな本 - 新選組血風録
ハチの娘。しっかり者の姉。いつもは和服だが、ひそかにファッション誌を読んで、今風の服を着てみたいと思っている。剣術の師匠はJの母親のクイーン。
『怪盗ジョーカー』では若い頃のジョーカーに会いに行く為、Σドライブを使ってタイムスリップしてやってきた。
風魔 ハチスケ（ふうま ハチスケ）
年齢 - 1歳 / 血液型 - O型 / 誕生日 - 1月8日 / 星座 - やぎ座 / 好きな食べ物 - ミルク、魚肉ソーセージ
ハチの息子。変身忍法が得意な弟。ホッシーのことが大好きでしょっちゅう抱きついている（ホッシーは逃げたがっている）。カイが怪盗として夜出かけている間に彼の身代わりとなっているが、変身しても中身は元の赤ん坊のまま（カイの教科書にペンで落書きをする、トイレットペーパーを巻いて遊ぶ、お腹が空いてカイの母にミルクを欲求する）なのでカイ自身はイメージが崩れてしまうと思っている。オーロラ島で開催された第173回怪盗サバイバルではカイに抱っこされていたので聖剣カラドボルグを抜いて優勝した。
Jの妹
名前は不明。まだ赤ん坊で、外見はクイーン似。現在は両親と共に旅行中。
怪人二十面相
カイの曾祖父。かつて日本中を騒がせた大怪盗。様々な人や物に変装することから「20の顔を持つ」と言われ、数多くの宝を盗み出した。
物語の5年前に亡くなったが、二十面家の墓石の前に幽霊(姿はニセ二十面相曰く「ちんちくりんオバケ」。)として現れた。
曾孫のカイのことを可愛がっている。好きな食べ物は玉子かけご飯。趣味は手品とマンガ。足がかなりクサい。意外と子供っぽい一面を持つ。
ニセ二十面相の催眠術にかかり心が闇の中に閉じ込められたカイを若い頃の姿で救う活躍をした。
自分が生前使っていた怪盗道具「ミステリー・ハンド」は今後、曾孫のカイが使用することになり受け継がれた。
ビック
乗っていた船がハナフック船長率いる海賊船に襲われて牢屋の中に囚われていた水兵。
ハチの身長を超えている巨体の持ち主。体は大きい反面、臆病で気が小さい泣き虫な性格。心優しい。力持ちで体が頑丈。
兄弟に自分と顔がそっくりの弟と妹がいる。Jとカイの作戦で一緒に牢屋から脱出するがハナフック船長に捕まってしまう。
実は闇の宝ネプチューン号に心臓を取られており体はとっくの昔に死んでいてゾンビになっていた。太陽の光に当たると消滅してしまう。
Jとカイを逃がす為にネプチューン号の攻撃を受け止め、後にJがイメージブックから出した竜巻で雲を掃い太陽をさらけ出したことで船とハナフック船長と海賊達が浄化される中、体が消えかけたがロードジャックの車の陰に入って消滅を逃れた。後にJ達の仲間になり風魔家に引き取られる。
怪盗サバイバルに招待されてヤイバとハチスケと共に参加したが洞窟でホワイト・レオンが起こした地響きによって足場が崩れて落ちる寸前にハチスケをJに投げ渡して自ら落ちてリタイヤした。

#### ライバル怪盗（ジョーカーズ）
月光怪盗ゴールド・ムーン
謎の怪盗。アラビアなターバンと月をモチーフにした衣装を纏う。一人称は「わたし」。決め台詞は「踊れ、ムーン・コイン」。
文字と文字を組み合わせて貼ると封印、浮遊などの力を発揮するムーン・コインを武器にしており、全ての闇の宝を封印する活動をしている。
ジョーカーズが狙っていた「ヘルピカソの肖像」を封印して美術館から盗んでいった。
宇宙科学館で再び現れ、ジョーカーズと闇の宝「月の魔光石」を巡って激闘するが、カイに変装したメフィストに刺されて重傷を負う。
メフィストが逮捕される前に無事に科学館から脱出しており、怪我をムーン・コインで治していた。
その正体は月見一樹先生。
魔怪盗メフィスト
闇の宝を解放して、世の中に呪いを広めて回る、ゴールドムーン曰く「危険すぎる怪盗」。ゴールド・ムーンにとっては最大の敵。
包帯は相手を拘束したり、ドリル型の武器に変形、体型を変えて他の人物に変身することができる。
パンクに「闘技場（コロッセオ）の首輪」を無理矢理付けて巨大な犬の怪物に変えた犯人でもある。
宇宙科学館でカイに変身して入れ替わりゴールド・ムーンを刺して重傷を負わせ、その後ジョーカーズと激闘して追い詰めるがJがゴールド・ムーンのムーンコインの「上」の字に一文字入れて「止」に変えたことで体の動きを止められ、最後は牛丸警部達に逮捕された。
ブラック・キャット
「怪盗W（ワイルド）・ブラザーズ」の弟。猫がモチーフの衣装を纏う。右手に装着している切り裂く長い「爪」が武器。俊敏で素早い動きを持つ。短気な性格で怒りっぽくキレやすい。
ジョーカーズを罠で別々の部屋に落としJを追い詰めるが、ジョーカーズの作戦で兄とぶつかり武器の爪が壊されてしまった。表向きは兄弟共に学生で同じ学校に通っており、ジョーカーズの正体を知らない。兄と共に怪盗サバイバルに招待されて参加し再び登場した。ゴール寸前の所で怪盗メデューサによって石にされリタイヤした。
ホワイト・レオン
「怪盗W・ブラザーズ」の兄。ライオンがモチーフの衣装を纏う。拳銃を跳ね返す、相手を突き飛ばす「盾」が武器。
冷静沈着で落ち着いている性格で口数が少ない。ブラック・キャットからは「アニキ」と呼ばれている。
必殺技は「盾の猛突撃（シールド・チャージ）」。ジョーカーズを罠で別々の部屋に落としカイを追い詰めるが、ジョーカーズの作戦で弟とぶつかり盾が壊されてしまった。弟と共に怪盗サバイバルに参加し再び登場した。洞窟の中でレオン・シールドを地面に叩いて天井の岩を落としてジョーカーズと風魔姉弟とビックの進路を妨害した。しかし、その後怪盗メデューサによって石にされリタイヤした。
カメレオン
カメレオンの衣装(スーツ)を纏った怪盗。秘技「カメレオン隠れ」で体を透明にすることができる(ただし砂浜では足跡が出る)。
11月12日生まれ。星座はさそり座。血液型はB型。好きな食べ物はオムライス。ぬいぐるみ集めがマイブーム。好きな動物はカメレオン。
カメレオンスーツの中に他の人物が入るとその人物も一緒に透明になることができる。
闇の宝「ドクロ・ルビー」を盗もうとしたが、呪いで中にある小さな島の中に1週間も閉じ込められていた。
後にドクロ・ルビーを盗んで吸い込まれたジョーカーズと出会い彼らと一緒に元の大きさに戻る為に脱出の協力をする。
途中で宝を独り占めしようとしてジョーカーズを裏切ろうとしたが全部声に出ていたのでJに気球から落とされそうになった。
物語の最後に性別が女性であることが判明した。髪型は巻き毛がかかったポニーテール。
怪盗サバイバルで再び登場。透明になりジョーカーズがイメージブックから出したスノーモービルにくっついて引っ張ってもらいゴールへ向かおうとしたがゼブラに妨害されて後に透明のまま怪盗達に踏まれてリタイヤした。
ゼブラ
年齢 - ?歳 / 血液型 - AB型 / 誕生日 - 9月16日 / 星座 - 乙女座
シマウマのような縞模様のメイクとスーツが特徴である怪盗。
「アレキサンダーの弓矢」(セールスマン空巣から注文した闇の宝)を武器にする。
10年前、ハチと同じ宝を巡って勝負をしたが、負けて鬼山警部達率いる警察に逮捕され刑務所に入れられ、脱獄するのに10年かかった。
ハチのことを恨んでいたのは刑務所にいた間に命より大事な物、大ファンであったシャッフル・シスターズが芸能界を引退してしまったことによる単なる逆恨みであった。
本気でハチの命をいただこうとアレキサンダーの弓矢を用いてジョーカーズにも襲い掛かる。ヤイバを人質にしてハチを追い詰めるが、最後はジョーカーズにハチ(怪盗ムゲン)の仮面を被せられアレキサンダーの矢が直撃して敗北した。その後は再逮捕されたらしく牢獄の中にいたが怪盗サバイバルに招待され参加した。ジョーカーズが乗ったスノー・モービルを弓矢で破壊するが怪盗R・グレイに弓と矢を水分身で凍らされてしまい、怪盗メデューサによって石にされリタイヤした。
弓矢は得意だが、ダーツや射的はヘタクソ。
バット/スーパー・バット
年齢 - 10歳 / 血液型 - B型 / 誕生日 - 5月5日 / 星座 - おうし座　好きな飲み物 - ダーク・モカ・フラペチーノ
怪盗学園の生徒。Jとは同じクラスメイトでコウモリのような髪型が特徴。怒ると牙をむく。
闇の宝で怪盗道具の「バット・ウィング」を持ち「怪盗スーパー・バット」に変身し飛行能力を持つ。
得意技は「ズバット・チェンジ」でコウモリの羽根を鎌に変える「バット・スラッシュ」。
Jとは99回勝負して全て負けていた。彼が転校する前に怪盗勝負をする約束をすっぽかされたことを恨んでいた。
掃除時間にバケツの水をかけられて女子におもらししたと思われる、給食でグリーンピースを自分の皿に入れられる、好きな女の子に告白してフラれたのをバラされるなどJによって散々な目に遭わされていた。Jが転校した後はゾンビみたいに元気がなかった模様。
怪盗学園校長室にある宝・ヘルメスの宝箱を巡ってジョーカーズと怪盗勝負する。宝箱に怪盗道具を食べられ飛行能力を失い落ちるがカイに助けられた。勝負はJが勝ったが「ジョーカーズの2人に負けた」と負け惜しみを言う。学園で大騒動を起こした為、Jと共に教師達と校長先生に叱られる。後に怪盗サバイバルに招待され、寒がりであると判明した。Jに真の黒幕の正体を伝える前に石になってしまいリタイヤした。
R・グレイ
宇宙人の怪盗。体はほとんで水でできている(逆に体が凍ると動けない)。宇宙忍法「水分身の術」を使う。
宇宙の珍しい宝を集めており、700年ぶりに地球に来た。ジョーカーズが狙っていた「テスカトリポカの壁画」の裏に自分の予告状を書いていた(宇宙語で読むのが困難)。秘密組織「MIB(メン・イン・ブラック)」に冷凍銃で凍らされて捕まり研究所に連れて行かれそうになるがジョーカーズの協力で氷が溶かされて逃れることができた。Jが夜食用に持ってきた「宝来ドーナッツ」のドーナッツを食べて以来、ドーナッツが大好物になり、自らドーナツ店「銀河ドーナッツ」を開く。
後に怪盗サバイバルに招待され怪盗ゼブラの弓矢を水分身の術で凍らせるが、自らの体が水であることが災いしてオーロラ島の寒さで凍ってしまいリタイヤになった。
メデューサ
怪盗サバイバルの出場者で髪の毛が蛇の女性怪盗。
自分の髪の毛の蛇を銃で撃って飛ばす「ストーン・ブラスト」を武器にする。蛇に噛みつかれた相手は石化する(かすっただけでも部分的に石になる)。
怪盗サバイバルの司会になりすましてゴールに向かう怪盗達を石にしていたが、1人だけ石になっていないことを怪しんだJに正体を見破られた。
司会の時は丸い眼鏡をかけていて猫耳のような頭巾を被っている。ブラック・キャット、ホワイト・レオン、ゼブラ、スーパー・バット、ヤイバを石化させた。
ジョーカーズを石化して優勝しようとしたが彼らがヤイバと一緒に石になったオニギリを盾にしたので石化を逃れ、最後はピッチング・マシーンで自らの蛇を発射され逆に噛まれて石化した。彼女が倒されたことで石化した怪盗達は元に戻った(メデューサも戻っていた)。

#### 警察・探偵（ジョーカーズ）
牛丸 弁慶（うしまる べんけい）
年齢 - 28歳 / 血液型 - B型 / 星座 - おうし座
町の平和を守る熱血漢警部。「～でゴワス」が口癖。怪盗を逮捕しようとするが毎回逃げられてしまう。ペットにインコを飼っている。学生相撲で日本一になったことがある。
金田一 将介（きんだいち しょうすけ）
将棋が得意な探偵。ドーナツが大好物。
「ジョーカーズを見つけに行く」と何日も消えて、水も食事も取らないまま推理をしているので体を大事にしろと心配した牛丸警部に叱られる。
ジョーカーズに挑戦状を叩き付けて金田一家に誘う。住んでいる屋敷には多数の罠が仕掛けられている。
防犯システムである「怪盗捕獲将棋盤」で暗闇になってもジョーカーズを苦戦させるがイメージブックから出されたコウモリを利用した戦法で敗れる。
最後は「黄金の犬神像」と一緒にドーナツも盗まれてしまい、くやしがって激怒していた。

#### Jが通う小学校の人々
歌川 ヒロシ（うたかわ ヒロシ）
年齢 - 10歳 / 血液型 - A型 / 星座 - しし座
J達のクラスメイト。野球が得意でピッチャーをしているが、チーム自体は強くない。夜更かしして、お笑い番組を見るのが好き。家は寿司屋。
望名 リサ（もうな リサ）
年齢 - 10歳 / 血液型 - AB型 / 星座 - おとめ座
J達のクラスメイト。放送委員所属で将来の夢はニュースキャスター。クラスの友達と好きなアイドルが出演しているドラマの話をするのが好き。
蔵人 モネ夫（くろうど モネお）
年齢 - 10歳 / 血液型 - O型 / 星座 - やぎ座
J達のクラスメイト。気が優しく絵を描くのがうまい。絵画の魔物・ヘルピカソに騙されてしまい、ジョーカーズに助けられた。
月見 一樹（つきみ かずき）
Jが通う小学校の隣のクラスの担任教師。眼鏡をかけている。真面目で規則に厳しい。

#### その他の人物（ジョーカーズ）
セールスマン 空巣（ - あきす）
宝来グランドホテルで行われるオークションの主催者である長身の男性で、鞭を持つ。実は遺跡や美術館の盗品を取り扱う闇オークションの主催者であり、ジョーカーズが狙っていた宝物「鬼面の神剣」をオークションに出していた。宝の周りに仕掛けた炎の罠でJを捕まえて彼のイメージブックを燃やそうとするがカイに奪われる。最後はJを刺そうとしていた鬼神の神剣を高く掲げていたことと長身であることが災いしてイメージブックから出てきた雷に撃たれた。その後再登場した際には怪盗ゼブラによる「アレキサンダーの弓矢」の試し撃ちの被害に遭った。単行本1巻に収録された初期設定では警部で悪間（あくま）という名前だった。
沢矢家 大（さわやか だい）
年齢 - 23歳 / 血液型 - B型 / 星座 - おうし座 / 好きな食べ物 - アメリカンドッグ
「S.S.S（スーパーセキュリティーサービス）」の社員で、第1チームの隊長。夜中の警備の後でも、朝5時からのランニング＆トレーニングを欠かさない。「凶魔の壺」に宿っていた闇の力に取り憑かれて操られてしまう。凶悪犯用の防犯システムを使うなどジョーカーズに襲い掛かる。最後はJとカイのコンビネーションにより警備ロボットごと巨大な磁石の磁力で天井に貼り付けられ、同時に闇の力の憑依が解けた。
花谷 金江（はなや かなえ）
年齢 - 18歳 / 血液型 - A型 / 星座 - てんびん座 / 好きな食べ物 - イチゴクレープ
大学に行きながら「S.S.S」で働いている女性警備員。元陸上部で走るのが得意。
大良賀 杉益（おおらか すぎます）
年齢 - 22歳 / 血液型 - O型 / 星座 - おひつじ座 / 好きな食べ物 - ラーメン、お好み焼き、肉まん、ギョーザ、カレーライス、ピザ、寿司、焼き鳥、コロッケ、ミートボール、パスタ、ケーキ
「S.S.S」で働いている、ふくよかな体型の男性警備員。休日は食べ歩きや料理の研究をしている。
パンク
一週間前、雨の中で捨てられていた所をリサに拾われた犬。左目は前髪で隠れている。名前はパンが好きだったことから名付けられた。
リサ、ヒロシ、モネ夫は飼おうとしたがそれぞれの親達にペット禁止と言われたので学校の校舎の裏でこっそり飼っていた。
メフィストによって「闘技場の首輪」を付けられ巨大な犬の化け物に変えられてしまい、警察でも歯が立たないほど凶暴化したものの、元の意識はまだ残っていた。
町で暴れていた所をスナイパーチームに射殺されかけるが、Jが作った氷の「闘技場の鍵」で首輪が外されたことで元に戻った。
その後、庭が広い風魔家で飼われることになった。Jとカイにホッシーと共に散歩や旅行に連れて行ってもらっている。

## 用語

### 怪盗道具
イメージガム
シルバーハートが発明した赤いフーセンガム。彼とその弟子、助手が常備している。膨らませ割りその膜を物体に貼り付けることで外見を5分間偽装出来る（後に改良されて制限時間は無くなり、何時でも解除が可能なった）。また、空気を入れることで空も飛べる。
アニメでは空を飛ぶ際はバルーンガムという青い別種のガムを使用するため、原作同様空を飛べるかどうかは不明である。
イメージ・カード
「魔術師の見えざるカギ」のみに登場。シルバーハートがイメージガムの前に作成した試作品。思い通りの絵をカードに映し出すことができる。
フリーダム・マント
初使用、また名前が判明したのは「雪降る王家の食卓」から。ジョーカーが常時身に着けているマント。伸縮自在で、広げて相手に被せて拘束させるのが主な用途。
氷結弾（アイスショット）
「ドラキュラ城と命の聖杯」（アニメでは14話）から登場。スペードが所持する、銃口がスペードマークの形をした銃。銃弾に当たった者はたちまち凍りつく。
ブラッディ・レイン（血の雨）
シャドウが武器として扱う黒い傘。強力な破壊光線を放つことが出来、破壊行為を行う時に用いるほか、高速回転することで空を飛ぶことも出来、逃走用の道具として使用する。
イメージブック
Jが所持している、目玉が描かれた本。特殊な紙でできた、鍵が描かれた栞を挟むと挟んだページに描かれた物を5分間実体化させる。
怪盗ペンシル
カイが所持している、様々な機能を持つペン。
ミステリー・ハンド
怪人二十面相が使っていた手袋。顔を撫でると5分間、別の人間に変装できる。後にカイに受け継がれ彼の怪盗道具になる。

### 技
エンブレムファイヤー
火を点けたトランプを一直線に投げる技。ジョーカー以外にもスペードやクイーンも使用する。
ストレートフラッシュ
トランプから光を放ち、相手の目を眩ませる技。ジョーカーが使用する。
ジョーカー・ビジョン
ジョーカーがゲーム版で使用する特殊能力。
シャボン・スプラッシュ
シャッフル・シスターズが姉妹そろって使用する技。銃からシャボン玉を発射する。このシャボン玉は特別製で、対象にぶつかり割れると中のガスと外の酸素が反応することで結晶化し、対象を拘束する。

### 乗り物
スカイ・ジョーカー
ジョーカーのアジトの大型飛行船。側面には龍のシルエットが描かれている。「ドラキュラ城と命の聖杯」でドラキュラとの戦闘でジョーカー自ら爆破したことで失うも、その後何とか新しいデザインのものを入手した。アニメでは最初からこのデザインである。
ロード・ジョーカー
ジョーカーが所有するオープンカー。スペックは全長3.9m、車重1.005t、エンジン型式・V8スーパーチャージャー。ジョーカーの手によって改造された改造車であり、ハンドルに付いたボタンを押すことで様々な機能を発揮する。
余談ではあるが、ジョーカーはこの車のほかにもバイクを所有しており「月光城の死試合」で運転している（名称は不明）。
ツイン・サンダー・シャーク
スペードのアジトの飛行船。双胴で、サメの顔が描かれている。
シルバーウルフ
シルバーハートが長年愛用する白いプロペラ機。
ブラック・スピーダー
シャドウが所有するバイク。全長205cm、重量165kg、最高時速301km/h。
ロード・シャドウ
シャドウが所有する、カウンタックをベースとした車。「超速!!ファイヤーボールグランプリ」から使用している。
ロード・ジャック
Jが所有するオープンカー。人工知能を持つ。車に乗ったJとカイに怪盗スーツを装着させる。自動運転で安全。

### 宝
ストーリーに大きく関わる等、解説が必要なもののみ記述する。その他の宝については#書誌情報を参照。
竜の宝玉（りゅうのほうぎょく）
本作で最初に登場した宝。元はハチの村の守り神のような存在であったが、金有に騙され奪われていた。これがきっかけでハチはジョーカーと出会い、宝を取り戻した後はジョーカーの助手として怪盗の道を歩み始めた。アニメでのオリジナル展開によると、その後は社に安置されており、ハチによると村人は宝を取り戻したジョーカーを英雄視しているという。また怪盗少年ジョーカーズでは、ロードジャックのAIが闇の宝について説明するときの一コマにも登場している。
Σドライブ（シグマ - ）
世紀の大発明と称される謎の機械。鞄のような形をしている。その正体は「超時空間物体転移システム」、所謂タイムマシンであり、これを盗んだジョーカーとシャドウは過去にタイムスリップされることになる。元の時代に戻った後はジョーカーの手に渡った。最終回では20年後のハチが使用する形で再登場した。
ブルースター、レッドサン
ラグナロクの光の起動に必要なパスワードとなる2つの宝。パスワードは普段は見えず、満月の光に透かした時のみ影になって見えるようになる。ブルースターは細長い宝石のような形、レッドサンは顔がある太陽の形をしている。アニメではレッドサンはブルースターと同型の色違いに変更された。
裁かれし者の像（さばかれしもののぞう）
舌を出した人の頭を象った像。舌を抜かれた詐欺師の男性が何年も恨みを込めながら彫ったもので、男性の死後この宝には呪いが宿ったという。呪いは最後にこの宝に触った者に移り、かかると嘘しか言えなくなってしまい（「危険だ」→「安全だ」等）、逆に嘘を言おうとしたり、携帯でメールを送ったりしても変わらない。また、手袋や靴越しに宝に触ったり蹴ったりした場合でも呪いは移る（箱に入れた状態で運んだ場合は移らない）。
ただし数字による暗号（あ行→1を並べる、い行→2を並べる）でメールを送った時は呪いは発動しない（ジョーカー曰く「数字は噓を吐かない」為）。
魔水晶の杖（ますいしょうのつえ）
魔水晶が先端に付いた杖。魔水晶には昔の魔術師の力が封印されているが、実は魔水晶は全部で3つあり、力を使うにはその3つ全てを杖に集める必要がある（1つだけだと魔水晶が割れてしまう）。しかし、杖には魔水晶を操る力があり、使用者の意思で魔水晶を杖に吸い寄せることが出来る。
アニメではカイロスの杖という名称が付けられており、形もクローバー型に変更されている。
ジュラシックフラワー
恐竜のいた時代から咲き続ける伝説の花で、世界に1本しかない。南極のクレバスの底で発見され、植物園で凍ったまま保管されていた。その正体は何らかの理由で突然変異として生まれた食虫植物であり、ジョーカーに盗まれた後、氷が溶けてジョーカーが夕食で購入した大量のハンバーガーを完食した事で復活を遂げ暴れ始める。ロード・ジョーカーを持ち上げて盾にすることでエンブレムファイヤーを防ぐ等、ジョーカーに「植物のクセに頭いい」と言われる程の知性を持っている。最終的に胃袋の内部にロード・ジョーカー内部のガソリンで満たされた状態でエンブレムファイヤー4カードを喰らった事でガソリンが引火し爆散。残骸はハチによって回収されジョーカー達の夕食の材料となった。
サンダースネーク
声 - 矢部雅史
アニメ36話に登場した宝。琥珀に閉じ込められた珍しいヘビ。当初は小さかったが、ハチ特製のカレーに入ったことで巨大化し竜のような風貌となった。

### 組織
クローバー
原作8巻 - 12巻にかけて稀に登場し、ジョーカー達と対立する窃盗団。シンボルマークはクローバーを「C」で囲ったもの。とある岬に建つ城をアジトにしている。構成員はいずれも左目辺りに傷型のシールを2枚貼り付けており、幹部以外はプロフェッサーに似た仮面を着けている（アニメではクローバーが顔に描かれた悪魔のような姿の全身タイツを着ている）。軍隊同然の部隊も内部に存在し、戦車を所有している等軍事力も高い。
アニメではシーズン1・2に登場。原作に比べかなり出番が水増しされている。また「世界中の時を盗む」という大規模な計画の遂行が真の目的である。
デビル・ファング
アニメのシーズン3・4のみに登場する秘密結社。紋章は大口を開けた悪魔の口に組織のイニシャルである「DF」が描かれたもの。総帥のDがジョーカー、スペード、クイーンに高額な懸賞金を懸けており、それに食いついた者達で構成されている。
構成員はいずれも組織の紋章がついた指輪をつけている。「悪魔の牙に誓って」を組織の誓いの言葉としており構成員がDに対してよく発言するが、上記の構成の経緯だけあって実際はスパイダー・Aを除きDに忠誠を誓う者はいない。

### その他の用語
ラグナロクの光（ - ひかり）
サフラン王国の科学者達によって作られた衛星レーザー兵器。膨大な太陽エネルギーを一点に集めることで巨大な町さえ消し去る程の破壊力を持っている上、レーザーの射程範囲は地球上の95%であるため使い方次第で世界を支配することも滅ぼすことも出来る。
起動に必要なパスワードは悪用を恐れた科学者達によってブルースターとレッドサンの2つに分けられている。起動の際に片方のみを入力すると非常プログラムが作動し自爆する。
アニメでは片方のみのパスワードを入力しても起動しないだけで自爆することは無い。また、2つ目の魔水晶を原動力としており、これを手に入れるためにクローバーが裏で暗躍していた。
魔女のかくれ村（まじょのかくれむら）
シアンとローズが住んでいた村。村人は「魔女」と呼ばれた者達の血を引いているが、今ではその血も随分薄れており現在は何10年に1人特別な能力（それも自分の体重と同程度の物体を動かせる程度）を持った人間が生まれる程度である。しかし、魔水晶の杖を捜索していたクローバーの兵隊によって焼かれてしまった。
怪盗学園（かいとうがくえん）
世界各地から怪盗の跡継ぎ達が学びに来る学校。ジョーカー達もシルバーハートに言われて入学し卒業していた。ジョーカーは数々の問題を起こした伝説の卒業生として現在も語り継がれている。
神獣（しんじゅう）
宝を食べる謎の生き物。全てが謎に包まれており、「神の使い」とも「悪の化身」とも言われる。手に入れた者はいつの日か失われた古代の秘宝に導かれるというが、殆どの者が途中で財産を食べられて破滅してしまう。「禁断の魔女のスープ」ではグロリアのスープを浴びたホッシーが卵になったため、神獣は卵から生まれるのではないかという推測も浮上した。また、命の危機が迫っても卵に戻り、自分を傷付ける者に対して星の重力を操り大地を動かす力を解き放つ。その力で大津波が起こった事例もあったという。

## 書誌情報

### 漫画
- たかはしひでやす『怪盗ジョーカー』、小学館〈コロコロコミックス〉、全26巻
  1. 2008年3月28日発売、ISBN 978-4-09-140497-8
  2. 2008年10月28日発売、ISBN 978-4-09-140707-8
  3. 2009年3月27日発売、ISBN 978-4-09-140785-6
  4. 2009年9月28日発売、ISBN 978-4-09-140848-8
  5. 2010年2月26日発売、ISBN 978-4-09-140894-5
  6. 2010年9月28日発売、ISBN 978-4-09-141126-6
  7. 2011年1月28日発売、ISBN 978-4-09-141198-3
  8. 2011年5月27日発売、ISBN 978-4-09-141269-0
  9. 2011年9月28日発売、ISBN 978-4-09-141363-5
  10. 2012年1月27日発売、ISBN 978-4-09-141384-0
  11. 2012年6月28日発売、ISBN 978-4-09-141486-1
  12. 2012年9月28日発売、ISBN 978-4-09-141523-3
  13. 2012年12月28日発売、ISBN 978-4-09-141568-4
  14. 2013年4月26日発売、ISBN 978-4-09-141634-6
  15. 2013年8月28日発売、ISBN 978-4-09-141667-4
  16. 2013年11月28日発売、ISBN 978-4-09-141622-3
  17. 2014年6月27日発売、ISBN 978-4-09-141775-6
  18. 2014年9月26日発売、ISBN 978-4-09-141814-2
  19. 2014年12月26日発売、ISBN 978-4-09-141840-1
  20. 2015年5月28日発売、ISBN 978-4-09-142039-8
  21. 2015年10月28日発売、ISBN 978-4-09-142103-6
  22. 2016年4月28日発売、ISBN 978-4-09-142158-6
  23. 2016年8月26日発売、ISBN 978-4-09-142184-5
  24. 2016年11月28日発売、ISBN 978-4-09-142227-9
  25. 2017年3月28日発売、ISBN 978-4-09-142358-0
  26. 2017年9月15日発売、ISBN 978-4-09-142496-9
- たかはしひでやす『怪盗ジョーカー傑作選』、小学館〈コロコロコミックス〉、全1巻
  1. 2015年1月16日発売、ISBN 978-4-09-141895-1
    - アニメ第1話、第2話を収録したDVDが付属されている。
- たかはしひでやす『怪盗少年ジョーカーズ』、小学館〈コロコロコミックス〉、全5巻
  1. 2018年1月19日発売、ISBN 978-4-09-142618-5
  2. 2018年8月28日発売、ISBN 978-4-09-142737-3
  3. 2019年1月25日発売、ISBN 978-4-09-142848-6
  4. 2019年8月28日発売、ISBN 978-4-09-143049-6
  5. 2020年1月17日発売、ISBN 978-4-09-143137-0

### 小説
- たかはしひでやす（原作）/福島直浩（著者）『怪盗ジョーカー』、出版社〈小学館ジュニア文庫〉、既刊7巻（2019年4月24日現在）
  1. 「開幕!怪盗ダーツの挑戦!!」2014年12月10日発売、ISBN 978-4-09-230788-9
  2. 「追憶のダイヤモンド・メモリー」2015年5月27日発売、ISBN 978-4-09-230820-6
  3. 「闇夜の対決!ジョーカーVSシャドウ」2015年12月16日発売、ISBN 978-4-09-230855-8
  4. 「銀のマントが燃える夜」2016年5月25日発売、ISBN 978-4-09-230870-1
  5. 「ハチの記憶を取り戻せ!」2016年11月30日発売、ISBN 978-4-09-231132-9
  6. 「解決!世界怪盗ゲームへようこそ!!」2017年9月29日発売、ISBN 978-4-09-231194-7
  7. 「宇宙へとびだせ!ダイヤモンドの流れ星」2019年4月24日発売、ISBN 978-4-09-231290-6

## テレビアニメ
2014年10月より連続テレビシリーズを放送中。これまでに4シリーズを放送（下記参照）。シーズンごとに13話ずつ放送されている。全シリーズは独立局・TOKYO MXとCSチャンネル・キッズステーションを発信局（キー局）として放送している。『コロコロコミック』原作のアニメで独立局をキー局として放送するのは本作が初の事例となる。コミックスでアニメを全面的に取り上げる特集記事を掲載したり、アニメージュやアニメディアなどの雑誌にも特集が載るなど、『コロコロコミック』のアニメでは異例の試みが行われている。原作コミック18巻でのプロデューサーの鶴崎りかの発言によると、本来は2011年にアニメ化を検討していたが、あえなく却下されており、努力の甲斐があってようやく2014年にアニメ化を実現できたとのこと。
※ シーズンの放送期間はTOKYO MX基準。
- シーズン1 - 2014年10月-2015年1月
  - リプレイ（再）放送 - 2015年1月-3月 / 2015年10月-12月
- シーズン2 - 2015年4月-6月
  - リプレイ（再）放送 - 2015年7月-9月 / 2016年1月-3月
- シーズン3 - 2016年4月-6月 ※シーズン3よりBS11でもネット。
  - リプレイ（再）放送 - 2016年7月-9月
- シーズン4 - 2016年10月-12月
  - リプレイ（再）放送 - 2017年1月-3月

### スタッフ
- 原作 - たかはしひでやす（小学館「月刊コロコロコミック」連載中）
- 監督 - 寺本幸代
- シリーズ構成 - 佐藤大
- メインキャラクターデザイン - しもがさ美穂
- 総作画監督 - 大武正枝、しもがさ美穂（第8話-）、岩永大蔵（第26話-）
- プロップデザイン - 今石進
- 美術監督 - 土橋誠
- 色彩設計 - 田野美寿穂（シーズン1・2）→高橋めぐみ（シーズン3・4）
- 撮影監督 - 浜田絵理子（シーズン1・2）→佐藤宗明（シーズン3・4）
- 編集 - 三宅圭貴、藤本理子 / 岡安プロモーション
- 音楽 - 土屋雄作
- 音楽プロデューサー - 青木照和
- 音響監督 - 平光琢也
- プロデューサー - 鶴崎りか、馬渕吉喜、石関暁、北澤晋一郎（シーズン1・2）→鵜飼利恵（シーズン3・4）、鈴木美穂（第1・2シリーズ）→勝谷潤一（シーズン3・4）、武井健、櫟原文雄（シーズン1・2）→生駒裕之（シーズン3・4）
- アニメーション制作協力 - ベガエンタテイメント
- アニメーション制作 - シンエイ動画
- 制作 - ADK
- 製作 - ADK、シンエイ動画、小学館、TOKYO MX、ShoPro、ベガエンタテイメント、d-rights（第27話-）、キッズステーション

### 主題歌
オープニングテーマ
「怪盗ミラクル少年ボーイ」（シーズン1・2）
作詞・作曲 - 俺 / 編曲 - 俺たち / 歌 - アルカライダー（SPEEDSTAR RECORDS）
曲の途中で予告状のシーンが登場する。シーズン2ではサビから映像をマイナーチェンジしたものを使用している。
「怪盗ミラクル少年ボーイ2」（シーズン3・4）
作詞・作曲・編曲・歌 - アルカラ（SPEEDSTAR RECORDS）
サビの一部の歌詞と曲調は「怪盗ミラクル少年ボーイ」からの引用。また、前曲同様途中で予告状のシーンが登場する。シーズン4より一部映像がマイナーチェンジされている。

エンディングテーマ
「パレード・イリュージョン」（シーズン1・2）
作詞 - YUMIKO / 作曲 - YUMIKO・藤末樹 / 編曲 - 藤末樹 / 歌 - まいにゃ with シャッフルシスターズ（VERSIOMMUSIC）
第19話以降シャッフルシスターズの後に「（若葉愛・ジュリア萌・鈴木杏実 feat.DIANNA☆SWEET）」のクレジットが追加表記されるようになった。24話は未使用。
「輝く夜へようこそ!」（シーズン3・4）
作詞 - Fuki / 作曲 - Mao / 編曲 - Mao & 若井望 / 歌 - Fuki Commune（ビクターエンタテインメント）
42、50話は未使用。

### 各話リスト
サブタイトルはジョーカーが読み上げる。内容は基本的には原作の同名の話と同じだが、相違点に関しては注釈に記述する。
| 放送日         | 話数      | サブタイトル                    | 脚本                | 絵コンテ        | 演出                | 作画監督                                                        |
| シーズン1      | シーズン1 | シーズン1                       | シーズン1           | シーズン1       | シーズン1           | シーズン1                                                       |
| -------------- | --------- | ------------------------------- | ------------------- | --------------- | ------------------- | --------------------------------------------------------------- |
| 2014年 10月6日 | 第1話     | 奇跡の怪盗（）あらわる          | 佐藤大              | 寺本幸代        | 寺本幸代            | 松下浩美、雨宮英雄                                              |
| 10月13日       | 第2話     | 芸術の都（）と百年金庫          | うえのきみこ        | しぎのあきら    | しぎのあきら        | 小和田良博、玉置敬子                                            |
| 10月27日       | 第3話     | 人魚（）と偽りの船              | 佐藤大              | 酒井伸次        | 三好正人            | 中田博文                                                        |
| 11月3日        | 第4話     | 氷と炎の勇者たち                | うえのきみこ        | 釘宮洋          | 牧野友映 村田尚樹   | 服部益美、樋口善法                                              |
| 11月10日       | 第5話     | 輝く夜への旅立ち                | 佐藤大              | 西田健一        | 西田健一            | 松下浩美、堀江佑                                                |
| 11月17日       | 第6話     | 影（）は舞い降りた              | 佐藤大              | 高柳哲司        | 佐土原武之          | 鈴木伸一、本田辰雄                                              |
| 11月24日       | 第7話     | 深紅の邪神島                    | うえのきみこ        | 石山タカ明      | 宮原秀二            | 興村忠美、藤田正幸                                              |
| 12月1日        | 第8話     | ダイヤモンドと涙の女王（） 前編 | 佐藤大              | 釘宮洋          | しぎのあきら        | 玉置敬子、小和田良博                                            |
| 12月8日        | 第9話     | ダイヤモンドと涙の女王（） 後編 | 佐藤大              | 神志那弘志      | 酒井伸次            | 西山映一郎                                                      |
| 12月15日       | 第10話    | 華麗なる黄金特急                | うえのきみこ        | 中村近世        | 中村近世            | 鈴木伸一、佐賀野桜子 清水恵蔵                                   |
| 12月22日       | 第11話    | 満月に吠える獣                  | 佐藤大              | 中村憲由        | 又野弘道            | 古池敏也、藤田正幸 宮川友夏里、川島明子                         |
| 12月29日       | 第12話    | 激突!闇の忍者軍団               | うえのきみこ        | 山岡実          | 山岡実              | 玉置敬子、小和田良博 本田辰雄                                   |
| 2015年 1月5日  | 第13話    | 影と鏡の迷宮（）                | 佐藤大              | 西田健一        | 西田健一            | スタジオびゅうん （松下浩美、只野和子） 堀江佑                  |
| シーズン2      |           |                                 |                     |                 |                     |                                                                 |
| 4月6日         | 第14話    | デモンズヘブンからの大脱出      | 佐藤大              | 高柳哲司        | 又野弘道            | 古池敏也、藤田正幸                                              |
| 4月13日        | 第15話    | 秘密のグルメパーティー          | うえのきみこ        | 石山タカ明      | 前島健一            | 鈴木伸一                                                        |
| 4月20日        | 第16話    | 世界で一番幸運（）な怪盗        | 福島直浩            | 高柳哲司        | しぎのあきら        | 尾形健一郎、菊池功一                                            |
| 4月27日        | 第17話    | 月光城の死試合（）              | 福島直浩            | 杉山正樹        | 岡田堅二郎          | 大豆一博、陳達理                                                |
| 5月4日         | 第18話    | ラグナロクの光の下で            | 福島直浩            | 高柳哲司        | しぎのあきら        | 浜田勝、菊池功一                                                |
| 5月11日        | 第19話    | 激突!!アイドル・ステージ        | うえのきみこ        | 西田健一        | 西田健一            | スタジオびゅうん （松下浩美、只野和子） 堀江佑                  |
| 5月18日        | 第20話    | トラベリング・ジョーカーズ      | 佐藤大              | 山下明彦        | 山下明彦            | 鈴木伸一                                                        |
| 5月25日        | 第21話    | 大海を渡る絆                    | うえのきみこ        | 杉山正樹        | 岡田堅二朗          | 大豆一博、陳達理                                                |
| 6月1日         | 第22話    | 炎の警部と邪悪な狐              | 福島直浩            | 中村憲由        | 佐土原武之          | 古池敏也、藤田正幸 川島朋子                                     |
| 6月8日         | 第23話    | 激突!!!魔道忍者の封印           | うえのきみこ        | 高柳哲司        | 三家本泰美          | 鈴木伸一                                                        |
| 6月15日        | 第24話    | パンドラの鍵と滅びの王国        | 佐藤大              | 大塚隆史        | 大塚隆史            | スタジオびゅうん （松下浩美、只野和子） 堀江佑                  |
| 6月22日        | 第25話    | 光と影のジョーカー              | 佐藤大              | 西田健一        | 岡田堅二朗          | 大豆一博、陳達理                                                |
| 6月29日        | 第26話    | 長き夜の終わり                  | 佐藤大              | 西田健一        | 西田健一            | スタジオびゅうん （松下浩美、只野和子） 堀江佑 浜田勝、菊地功一 |
| シーズン3      |           |                                 |                     |                 |                     |                                                                 |
| 2016年 4月4日  | 第27話    | 輝く夜に落ちてきた星            | 佐藤大              | 寺本幸代        | 寺本幸代            | 堀江佑                                                          |
| 4月11日        | 第28話    | 不死鳥（）と新たな仲間          | 佐藤大              | 西田健一        | 飯村正之            | 大豆一博、陳達理                                                |
| 4月18日        | 第29話    | 猛虎の目（）への道              | 福島直浩            | 高柳哲司        | 村山靖              | 小林ゆかり、鈴木伸一 JCUBE                                      |
| 4月25日        | 第30話    | 激突!!!!彼女のために鐘は鳴る    | うえのきみこ        | 西田健一        | 久保太郎            | 浜田勝、藤田正幸                                                |
| 5月2日         | 第31話    | 嘘と白魔の海賊船                | うえのきみこ        | 小原唯 高柳哲司 | 小原唯              | 松村美佳、堀江佑                                                |
| 5月9日         | 第32話    | 影（）と瞳と偽モノと            | うえのきみこ        | 中村憲由        | 佐土原武之          | 古池敏也、藤田正幸 川島朋子、日高真由美                         |
| 5月16日        | 第33話    | カウントダウン・テレビジョン    | 福島直浩            | 高柳哲司        | 熨斗谷充孝          | 鈴木伸一、佐賀野桜子 小林ゆかり                                 |
| 5月23日        | 第34話    | 魔神ランプと予言の宮殿          | 佐藤大              | 西田健一        | 久保太郎            | 浜田勝、藤田正幸                                                |
| 5月30日        | 第35話    | 英雄（）の条件                  | 福島直浩            | 高柳哲司        | 飯村正之            | 大豆一博、陳達理                                                |
| 6月6日         | 第36話    | スカイ・ジョーカー危機一髪!     | うえのきみこ        | 高柳哲司        | 村山靖              | 鈴木伸一、佐賀野桜子                                            |
| 6月13日        | 第37話    | 仮面たちへの鎮魂歌（）          | 福島直浩            | 小林一三        | 古賀一臣            | 中野彰子、小林一三                                              |
| 6月20日        | 第38話    | 決戦!怪盗サバイバル!! 前編      | 佐藤大              | 小林一三        | 藤井康晶            | 大豆一博、陳達理                                                |
| 6月27日        | 第39話    | 決戦!怪盗サバイバル!! 後編      | 佐藤大              | 西田健一        | 西田健一            | 松村美佳、堀江佑                                                |
| シーズン4      |           |                                 |                     |                 |                     |                                                                 |
| 10月3日        | 第40話    | 輝く夜と彼方からの使者          | 福島直浩            | 神志那弘志      | 小原唯              | 松村美佳                                                        |
| 10月10日       | 第41話    | 砂の魔人と仮面の王              | うえのきみこ        | 高柳哲司        | 熨斗谷充孝          | 鈴木伸一、佐賀野桜子 津熊健徳、mo jung hee                      |
| 10月17日       | 第42話    | 神の目を持つ少年                | 佐藤大              | 古賀一臣        | 古賀一臣            | 中野彰子、小田多恵子                                            |
| 10月24日       | 第43話    | 切れない夢と約束                | 福島直浩            | 西田健一        | 藤井康晶            | 大豆一博                                                        |
| 10月31日       | 第44話    | 温泉ドキドキパニック!           | うえのきみこ        | 高柳哲司        | 久保太郎            | 浜田勝、藤田正幸                                                |
| 11月7日        | 第45話    | 火の鳥と命の壺                  | 福島直浩            | 西田健一        | 西田健一            | 堀江佑、松村美佳                                                |
| 11月14日       | 第46話    | 国際会議を狙え                  | 福島直浩            | 久場良忠        | 佐土原武之          | 古池敏也、南伸一郎 飯飼一幸、藤田正幸 堀江佑、松村美佳          |
| 11月21日       | 第47話    | 漆黒の闇（）へようこそ          | うえのきみこ        | 高柳哲司        | 熨斗谷充孝          | 佐賀野桜子、桜井正明 鈴木伸一、桝井一平                         |
| 11月28日       | 第48話    | 愛と死の誓い                    | うえのきみこ        | 大嶋博之        | 熨斗谷充孝          | 佐賀野桜子、Kim eun ha Cha Sang Hoon、服部益実 鈴木伸一         |
| 12月5日        | 第49話    | 大海でなくした絆                | 佐藤大              | 神志那弘志      | 藤井康晶            | 大豆一博                                                        |
| 12月12日       | 第50話    | 激闘!悪魔の牙（）               | 佐藤大              | 西田健一        | 宮原秀二            | 浜田勝、藤田正幸                                                |
| 12月19日       | 第51話    | 輝きを失った夜                  | 佐藤大 うえのきみこ | 高柳哲司        | 藤井康晶            | 大豆一博、陳達理                                                |
| 12月26日       | 第52話    | 輝く夜へようこそ!               | 佐藤大 福島直浩     | 寺本幸代        | 寺本幸代 熨斗谷充孝 | 堀江佑、松村美佳                                                |

### 上映会
2016年2月より全国のユナイテッドシネマでアニメの上映会が開催された。各日程のテーマごとに選りすぐりのストーリーを4話公開。
上映日程は以下となっている。
6日（関東地区）、7日（それ以外）『素晴らしき怪盗仲間篇』
14日『恐るべきライバル篇』
21日『愉快痛快！爆笑篇』
28日『奇想天外！トリック篇』
入場者全員に限定コミックスを配布。特典は公開日によって異なる。
『輝く光版』（2月6日、7日、21日）
『漆黒の闇版』（2月14日、28日）

### 日本国外での放送
韓国では2015年3月より、アニメ専門チャンネル「カートゥーン ネットワーク」にて、本国日本での放送から僅か5ヶ月という異例の早さで放送開始された。

### 放送局
| 放送地域 | 放送局             | 放送期間 | 放送日時                  | 備考                                    |
| -------- | ------------------ | --- | ------------------------- | --------------------------------------- |
| 東京都   | TOKYO MX           | 2014年10月6日 - 2015年1月5日（S1） 2015年4月6日 - 6月29日（S2） 2016年4月4日 - 6月27日（S3） 2016年10月3日 - 12月26日（S4） | 月曜 19:00 - 19:30        | 製作局 リピート 放送あり                |
| 群馬県   | 群馬テレビ         | 2015年2月23日 - 5月25日（S1） 2015年6月8日 - 11月23日（S2）                                                                 | 月曜 19:00 - 19:30        |                                         |
| 三重県   | 三重テレビ         | 2015年4月3日 - 6月26日（S1） 2015年7月3日 - 9月25日（S2）                                                                   | 金曜 7:30 - 8:00          |                                         |
| 兵庫県   | サンテレビ         | 2015年4月10日 - 7月3日（S1） 2015年7月10日 - 10月2日（S2）                                                                  | 金曜 7:00 - 7:30          |                                         |
| 岩手県   | 岩手朝日テレビ     | 2015年10月3日 - 2016年4月2日（S1・2）                                                                                       | 土曜 6:00 - 6:30          |                                         |
| 愛知県   | テレビ愛知         | 2015年10月3日 - 2016年4月2日（S1・2）                                                                                       | 土曜 9:30 - 10:00         | [ 注釈 35 ]                             |
| 愛知県   | テレビ愛知         | 2018年2月26日 - 5月10日（S1 ～ 4）                                                                                          | 月曜 - 金曜 17:25 - 17:55 | 「トワイライト☆アニメ」枠 S1・2は再放送 |
| 京都府   | KBS京都            | 2016年6月13日 - 2017年10月9日                                                                                               | 月曜 19:30 - 20:00        | [ 注釈 37 ]                             |
| 北海道   | テレビ北海道       | 2017年11月20日 - 2018年2月12日                                                                                              | 月曜 - 金曜 17:25 - 17:55 | 「7チャンあにめ」枠                     |
| 日本全域 | キッズステーション | 2014年10月26日 - | 日曜 7:00 - 7:30          | CS放送 製作局 字幕放送実施              |
| 日本全域 | BS11               | 2016年4月9日 - 7月2日（S3） 2016年10月8日 - 12月31日（S4）                                                                  | 土曜 19:00 - 19:30        | BS放送 アニメ+枠 S1・2は未放送          |

| 配信サイト         | 配信期間                 | 配信時間                   | 備考                                     |
| ------------------ | ------------------------ | -------------------------- | ---------------------------------------- |
| ニコニコチャンネル | 2014年11月3日 -          | 月曜 0:00（日曜深夜） 更新 |                                          |
| dアニメストア      | 2014年11月3日 -          | 月曜 12:00 更新            |                                          |
| GYAO!              | 2014年11月17日 - （1話） |                            | S1の2話から13話まで配信。現在は1話のみ。 |
| GYAO!ストア        | 2014年11月17日（2話） -  | S1のみ配信。               |                                          |

## その他の商品展開
怪盗ジョーカー ミラクルファンBOOK
小学館のてんとう虫コミックススペシャルから2016年6月4日に発売された公式ファンブック。
怪盗ジョーカー 時を超える怪盗と失われた宝石
バンダイナムコエンターテインメントから2015年6月26日に発売されたニンテンドー3DS専用ソフト。
その他、バンダイよりカードゲームやリアル予告状ゲームなどの玩具、カバヤ食品より食玩（マジックグッズ）が、ショウワノートより文房具が、それぞれ展開されている（エンスカイでもグッズ展開がなされている）。また、ロッテより作中に登場するアイテムであるイメージガムも商品化された（『謎のグレープ味』で、隠し味として少しカレー粉が入っている）。